# Niebiesko-biała ceramika

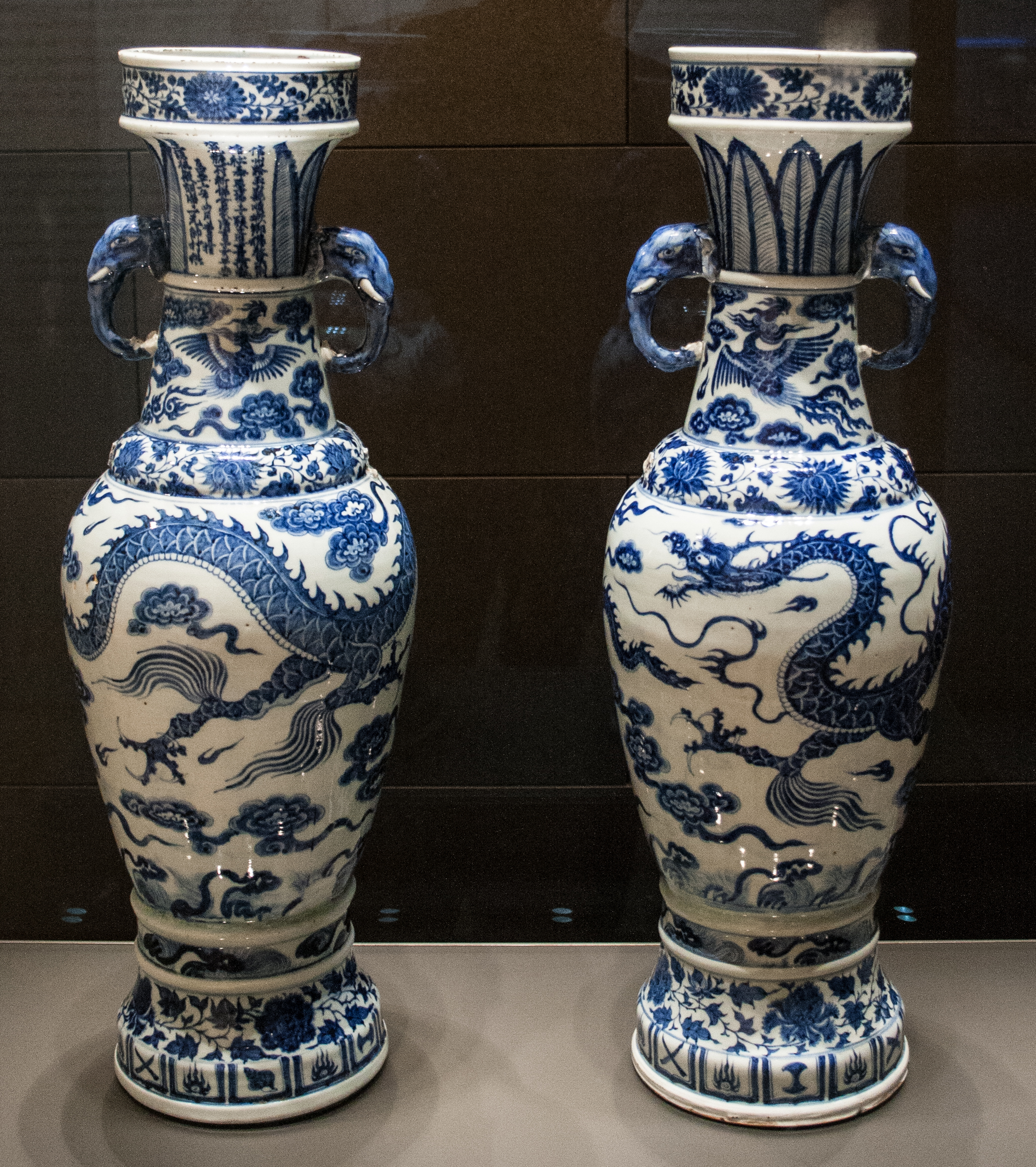
Wazy Davida, najsłynniejszy przykład niebiesko-białej ceramiki. Dynastia Yuan, 1351. Muzeum Brytyjskie

Niebiesko-biała ceramika (chiń. 青花; pinyin qīnghuā; dosł. „niebieskie kwiaty/wzory”) – wyroby ceramiczne dekorowane na białej powierzchni za pomocą niebieskiego barwnika pochodzącego z tlenku kobaltu, najsilniejszego z tlenków pod względem siły zabarwienia. Zależnie od jego koncentracji uzyskane kolory przechodzą od bladego błękitu do czerni o niebieskawym odcieniu.
Pierwsza niebiesko-biała ceramika powstała w IX-wiecznym Iraku i szybko stała się popularna w całym świecie islamu. Stamtąd technologia jej wytwarzania została przeniesiona do Chin, gdzie powstała jej najsłynniejsza odmiana, niebiesko-biała porcelana. Jej produkcja na masową skalę rozpoczęła się w epoce Yuan, była ona jednak wówczas traktowana jedynie jako towar eksportowy. Artystyczne apogeum niebiesko-biała porcelana osiągnęła w czasach dynastii Ming, kiedy cieszyła się zainteresowaniem samego cesarskiego dworu. Chociaż niebiesko-biała porcelana była nadal istotną częścią produkcji ceramiki w epoce Qing, to stopniowo jej rola malała na rzecz wielokolorowej porcelany. Chińska niebiesko-biała porcelana była szeroko naśladowana w takich krajach Azji Wschodniej jak Korea, Japonia i Wietnam, które stopniowo rozwinęły jej własne odmiany. Wtórnie wpłynęła ona również na rozwój późniejszej niebiesko-białej ceramiki w świecie islamu, skąd się wywodziła. Od XVI wieku niebiesko-biała porcelana z Chin była masowo sprowadzana do Europy, gdzie wkrótce pod jej wpływem powstały różne regionalne odmiany niebiesko-białej ceramiki.

## Świat islamu

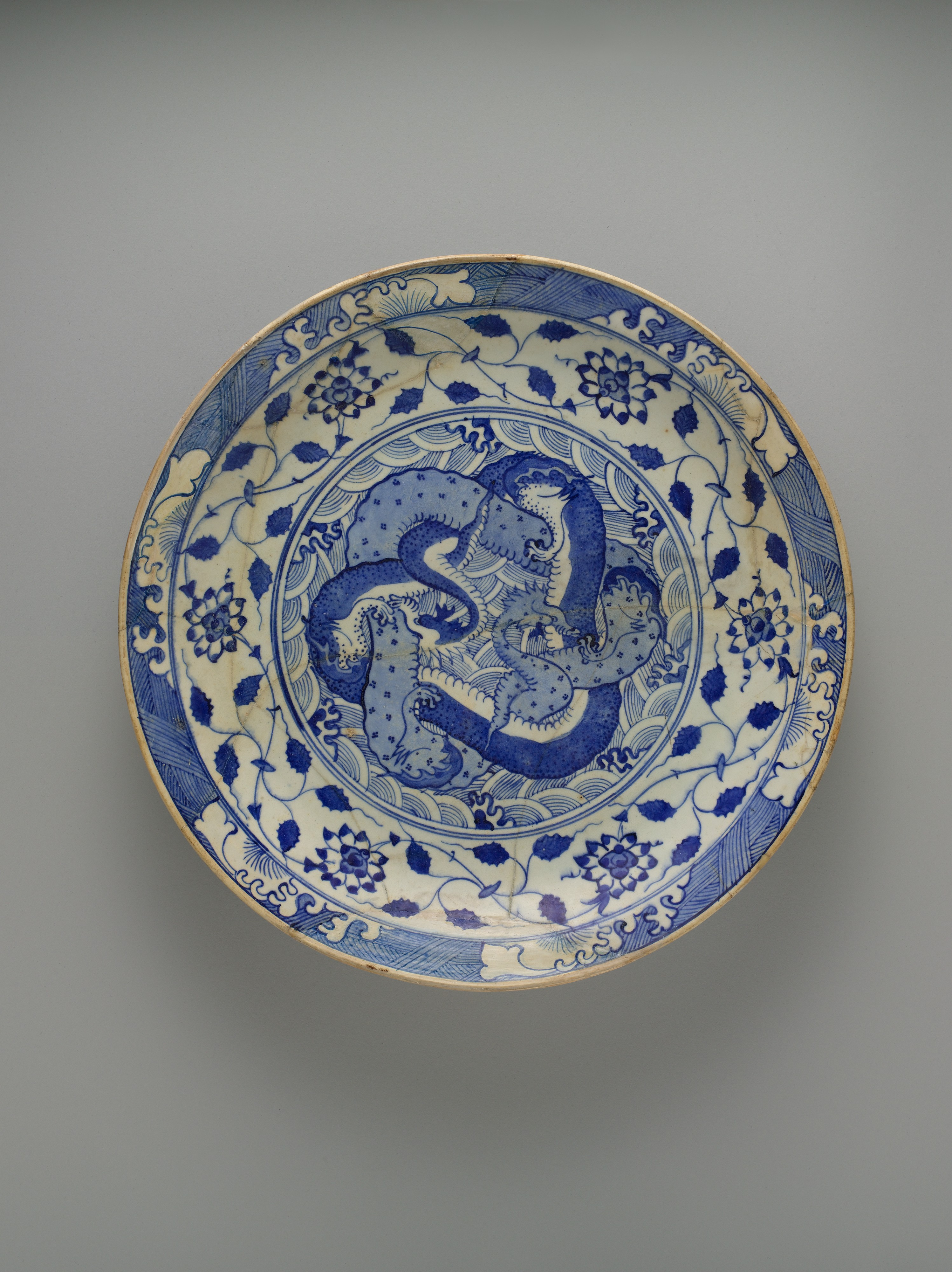
Półmisek z dwoma przeplatającymi się smokami. Masa frytowa malowana podszkliwnie. Kerman, ok. 1640. Metropolitan Museum of Art

Tlenek kobaltu był używany jako barwnik już na figurach znalezionych w egipskich grobach z czasów V dynastii (ok. 2465–ok. 2325 p.n.e.), zaś zabarwione kobaltem koraliki datowane na ok. 2250 p.n.e. zostały odkryte w północno-zachodnim Iranie. Jego użycie w ceramicznych glazurach datuje się na ok. 1200 p.n.e. na podstawie przedmiotów znalezionych w grobach w Etiopii, Mykenach i Tyrynsie, które prawdopodobnie pochodziły z Egiptu bądź Fenicji.
W IX-wiecznym Iraku abbasydzcy ceramicy zaczęli malować motywy roślinne, geometryczne lub kaligraficzne o barwie kobaltowego błękitu na nieprzezroczystej białej glazurowanej powierzchni naczynia, które następnie wypalano (technikę glazurowania przejęto i zaadaptowano z tradycji ceramiki sasanidzkiej). Te naczynia pokryte matową białą glazurą (która próbowała imitować chińską porcelanę) i zdobione niebieskimi wzorami dały początek niebiesko-białej ceramice i „okazały się bardzo popularne w IX wieku; ich fragmenty znajduje się dziś wszędzie wzdłuż i wszerz dawnego imperium abbasydzkiego”.
W 1. połowie XII wieku w Iranie wynaleziono nowy typ masy ceramicznej, znany jako masa kwarcowa lub frytowa, który pozwalał na większą różnorodność dekoracji i zróżnicowanie odcieni barwnych. Z kolei w czasach panowania Ilchanidów garncarze przerzucili się na produkcję ceramiki malowanej podszkliwnie. Ze względu na brak odpowiednich materiałów i technologii bliskowschodni rzemieślnicy nie byli jednak w stanie produkować ceramiki wypalanej w wysokiej temperaturze, w związku z czym rozwijał się import chińskiej porcelany. Począwszy od XIV wieku coraz większy wpływ na wzornictwo islamskiej ceramiki ma niebiesko-biała chińska porcelana (zobacz poniżej). Świat islamu był jednym z najwcześniejszych i największych rynków dla tego rodzaju porcelany i to właśnie tutaj, gdzie narodziła się niebiesko-biała ceramika, została ona po raz pierwszy istotnie doceniona.
Wpływ niebiesko-białej porcelany jest wyraźnie widoczny w kaflach Meczetu Murada II w Edirne powstałego w 1436 roku oraz w naczyniach datowanych na panowanie Mehmeda II (1451–1481). Począwszy od lat 20. XVI stulecia bliskie oryginałom imitacje chińskiej porcelany były wytwarzane w İzniku (zobacz Ceramika z İzniku), przy czym korzystały one z takich chińskich motywów dekoracyjnych jak lotus, peonie, smok czy feniks.
Chińską porcelanę próbowano naśladować również w XV-wiecznym Iranie, jednak „błękitno-białe wyroby timurydzkie niezwykle rzadko dorównywały swoim chińskim wzorcom: czerepy naczyń są średniej jakości, szkliwo grube, a rysunek dekoracyjny - w wielu wypadkach po prostu mierny”. W Kaszanie i Meszhedzie używano kobaltu w sposób dający efekt rozmazania, który był minimalizowany przez stosowanie czarnego obramowania. Ta technika była również używana w XVII wieku w piecach w Kermanie, gdzie wytwarzano niebiesko-białą ceramikę dekorowaną za pomocą smoków i kwiatów bardzo podobnych do tych z naczyń chińskich. Abbas I (1588–1629) miał sprowadzić do Isfahanu chińskich garncarzy i wielkie ilości chińskiej porcelany, tak że z jego stolicy chińskie wpływy rozchodziły się na całe perskie garncarstwo. Naczynia Kubaczi, nazywane tak od miasta w Dagestanie gdzie po raz pierwszy je znaleziono, były malowane na niebiesko, bez obramowania, oraz często dekorowane pagodami i wysokimi wzgórzami naśladującymi ówczesną chińską porcelanę. Po zniszczeniu chińskich pieców w trakcie upadku dynastii Ming (zobacz poniżej) te naczynia w chińskim stylu były importowane przez Holenderską Kompanię Wschodnioindyjską i sprzedawane w Europie, zastępując tym samym niedostępną chińską porcelanę.

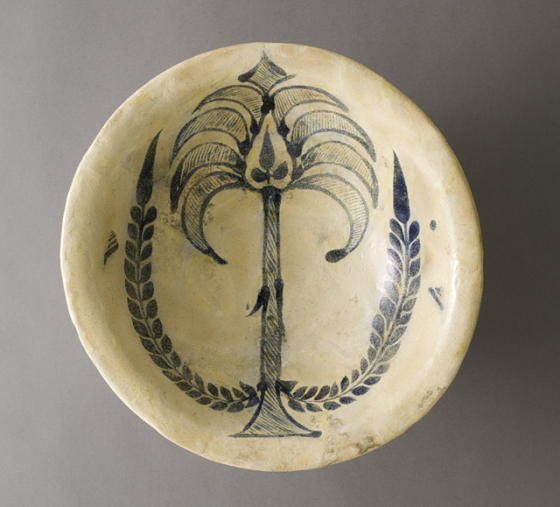
Misa malowana na nieprzezroczystej białej glazurze cynowej. Irak, IX w. Los Angeles County Museum of Art
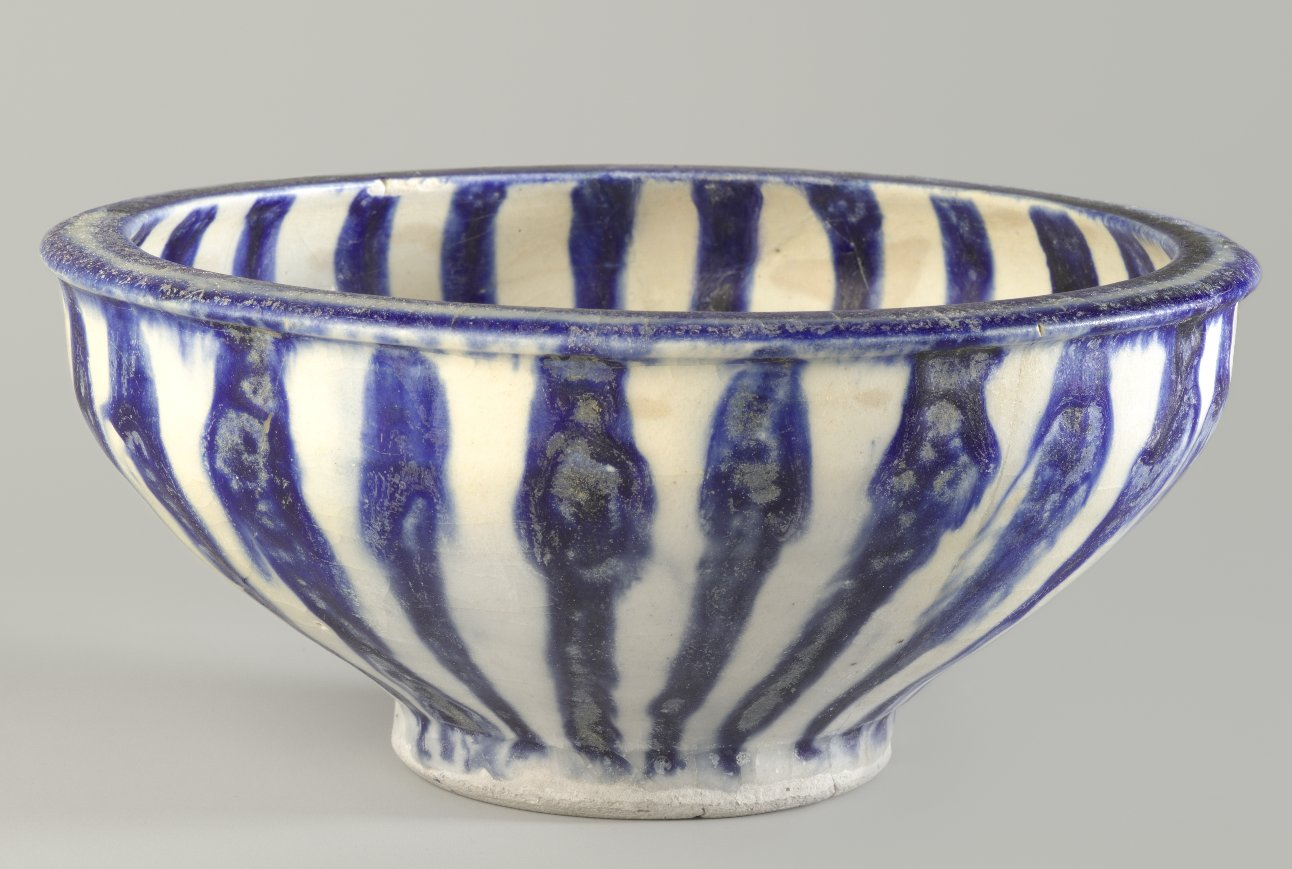
Misa dekorowana wzorem promienistym. Masa frytowa malowana podszkliwnie. Prawdopodobnie Kaszan, XIII wiek. Brooklyn Museum
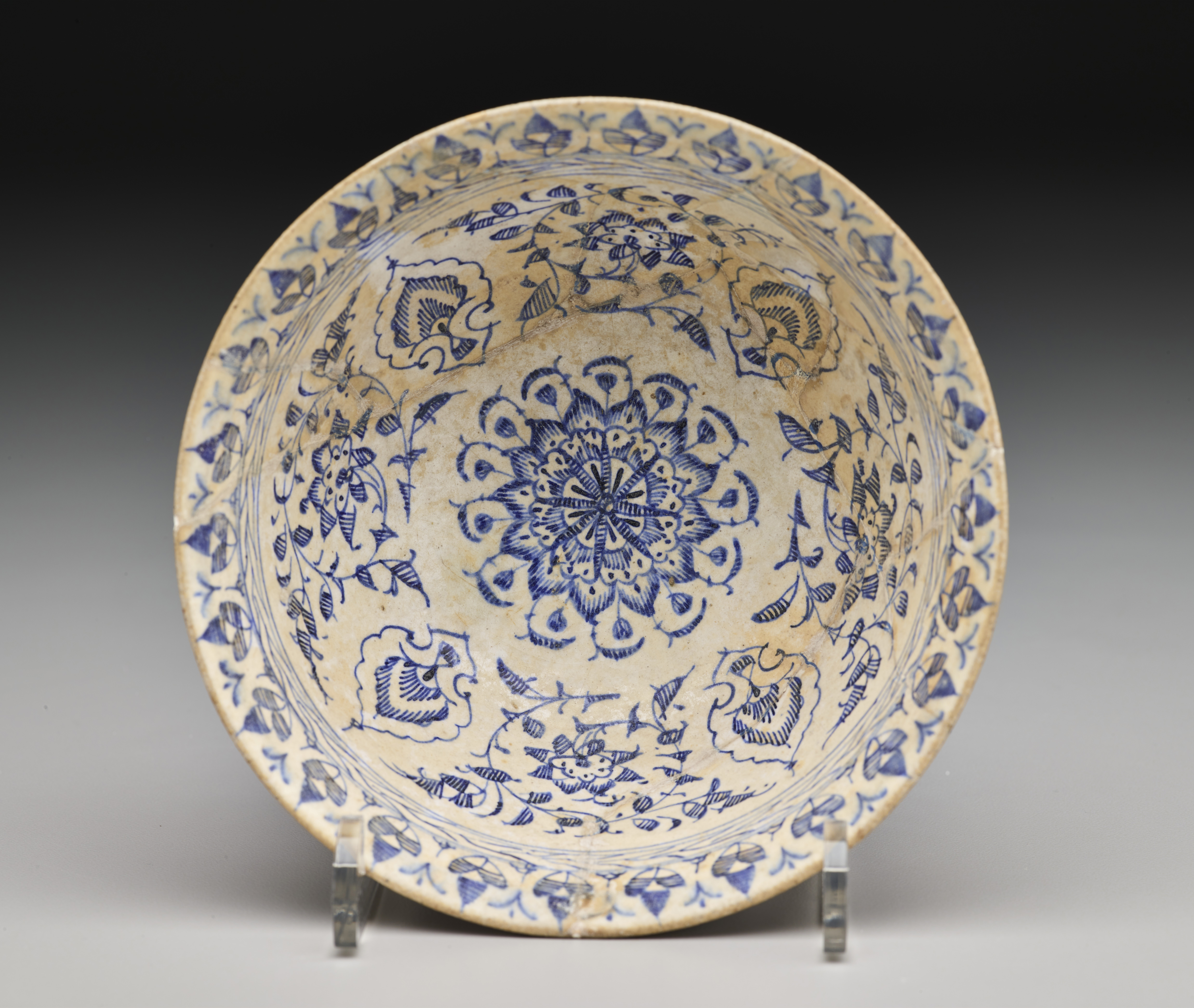
Misa dekorowana motywami kwiatowymi. Masa frytowa malowana podszkliwnie. Iran, XV wiek. Dallas Museum of Art
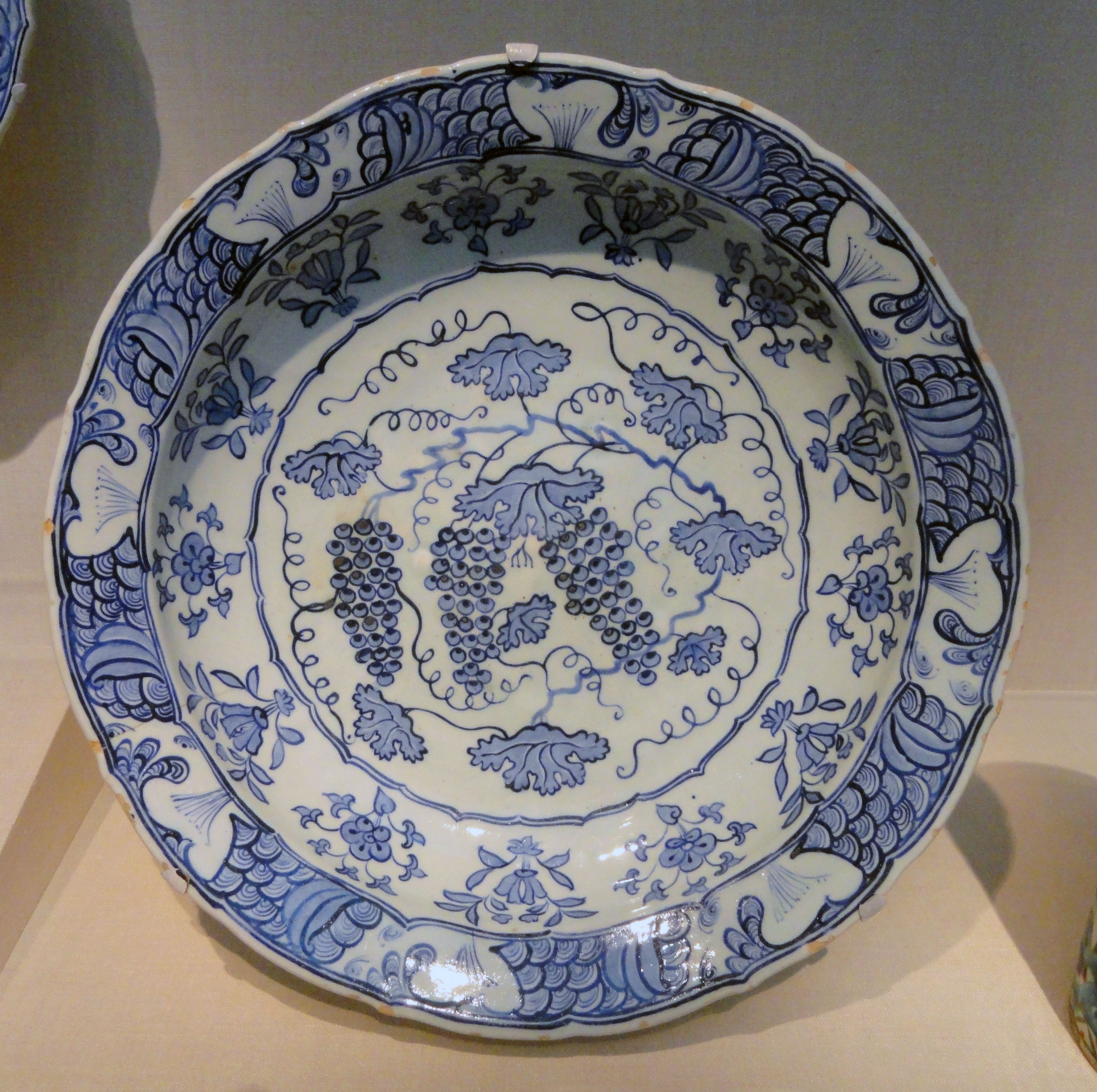
Półmisek naśladujący chińską porcelanę z epoki Ming (zobacz poniżej). Masa frytowa malowana podszkliwnie. İznik, ok. 1530-1535. Freer and Sackler Galleries

## Azja Wschodnia

### Chiny

#### Początki produkcji niebiesko-białej porcelany w Chinach

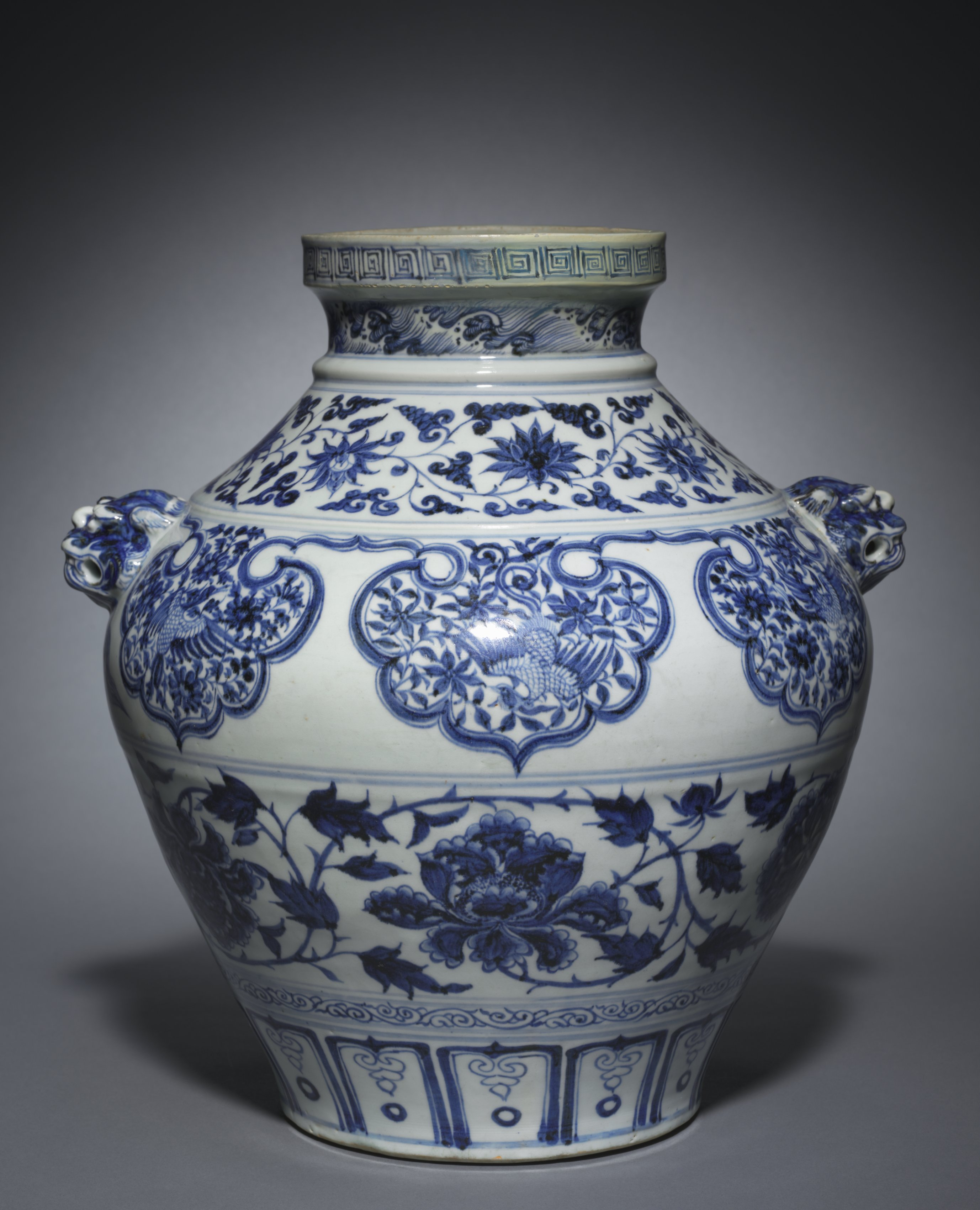
Dzban z uchwytami w kształcie lwich głów. Pas z motywami yunjian oraz feniksami na tle form kwiatowych można odnaleźć również w ówczesnej sztuce ilchanidzkiego Iranu, wspólnie z Chinami tworzącego wówczas Imperium Mongolskie. Porcelana malowana podszkliwnie. Jingdezhen, XIV wiek. Cleveland Museum of Art

Chociaż niebiesko-biała ceramika powstała na muzułmańskim Bliskim Wschodzie, to odmiana, z którą jest najczęściej kojarzona, niebiesko-biała porcelana, narodziła się w Chinach. Pierwsze chińskie wyroby niebiesko-białe zostały wyprodukowane w prowincji Henan już za panowania dynastii Tang, chociaż odkryto tylko odłamki. Większość fragmentów z epoki Tang nie jest porcelaną, ale raczej ceramiką z zielonkawo-białym nalotem, powstałą przy użyciu niebieskich pigmentów kobaltowych. Przed epoką Song kobalt był czasami używany jako materiał pomocniczy, ale nie był szeroko stosowany. Jedyne trzy egzemplarze Tangowskiej niebiesko-białej ceramiki zostały wydobyte z wraku indonezyjskiego statku Belitung w 1998 roku, a następnie sprzedane do Singapuru (zobacz ilustracja).
Kobaltowy pigment używany w epoce Tang był różny od odmian stosowanych w późniejszym okresie i jego źródło nie jest znane. Początkowo tlenek kobaltu importowano z Iranu, prawdopodobnie z regionu Kaszanu, i stąd nazywano go „błękitem mahometańskim” (chiń. upr. 回青; pinyin Huí qīng). Było to spowodowane tym, iż chiński kobalt był wówczas trudno dostępny i zawierał zbyt dużo manganu, który powodował czernienie koloru. Oczyszczona forma chińskiego kobaltu z nowo odkrytych złóż nie została opracowana aż do ok. 1520. Zachowana w całości misa oraz kilka innych uszkodzonych naczyń wraz z odłamkami, pochodzące z epoki Song, zostały odnalezione w prowincji Zhejiang, i wydaje się że zostały one wyprodukowane w piecu w Jiangshan (obecnie część prefektury Quzhou). Te naczynia miały odcień szarawy lub niemal czarny, co było związane z niską zawartością kobaltu w pigmencie i większą od niego dziesięć razy zawartością manganu. Ogólna niska jakość tych naczyń w porównaniu do późniejszej produkcji z Jingdezhen, objawiająca się również w ich glinie i glazurze, oznacza iż mogły one pochodzić z prywatnych pieców i mieć charakter eksperymentalny. Podsumowując, produkcja niebiesko-białej porcelany rozpoczęła się w północnych piecach dynastii Tang i później ponownie pojawiła się w epoce Song, tym razem na południu. Miała ona jednak charakter eksperymentalny i o komercyjnej wytwórczości na szerszą skalę oraz ciągłości rozwoju tego rodzaju ceramiki w Chinach można mówić dopiero od momentu rozpoczęcia produkcji w Jingdezhen w epoce Yuan.
Przed odkryciem inskrypcji na Wazach Davida, datowanych na rok 1351, uważano że produkcja niebiesko-białej porcelany w Chinach rozpoczęła się w epoce Ming. Wrak z Sinan, pochodzący z 1323, nie zawiera żadnej niebiesko-białej porcelany, w związku z czym argumentowano, iż produkcja tego rodzaju ceramiki w Chinach musiała się rozpocząć dopiero po tym roku. Brak jakiegoś rodzaju ceramiki na jednym statku, załadowanym towarem dla klientów z Japonii, nie może jednak być uznany za rozstrzygające świadectwo na rzecz ogólnego braku tej ceramiki w ówczesnych Chinach. Wazy Davida są zbyt wyrafinowanym dziełem sztuki, by do jego powstania mogło dojść po tak krótkim okresie rozwoju nowego rodzaju porcelany. Nie zmienia tego fakt, iż ustanowienie produkcji niebiesko-białej porcelany w Jingdezhen byłoby niemożliwe, gdyby nie wcześniejsze osiągnięcia ceramików z Cizhou i Jizhou, którzy wprowadzili i udoskonalili nowe technologie podszkliwnego malowania i kaligrafii. Upadek dynastii Song i ustanowienie nowej dynastii Yuan wiązał się z upadkiem dawnych centrów produkcji i sądzi się iż wielu tamtejszych rzemieślników przeniosło się do Jingdezhen, przynosząc ze sobą znajomość technologii. Rozpoczęcie produkcji niebiesko-białej porcelany w Jingdezhen „było bardzo ważnym wydarzeniem w historii chińskiej ceramiki i punktem zwrotnym w przejściu od dekoracji jednobarwnej do rysowanej dekoracji barwnej”.
Mongolscy cesarze dynastii Yuan preferowali białą porcelanę, zaś jej odmiana niebiesko-biała była uważana przez literatów za wulgarną. Czasami była używana w świątyniach i przy pochówkach, jednak w mongolskiej stolicy, Dadu (dzis. Pekin), odnaleziono tylko jedną jej sztukę. Nowy rodzaj porcelany był zatem przede wszystkim towarem eksportowym i mongolscy władcy traktowali go właściwie wyłącznie jako źródło nowych dochodów. Powstanie niebiesko-białej porcelany było bezpośrednio związane z istnieniem kolonii arabskich i perskich kupców, którzy dostarczali do Chin tlenek kobaltu, zaś na Bliski Wschód sprowadzali chińską porcelanę w odpowiadającej muzułmańskim gustom kolorystyce. Z uwagi na powyższe forma i dekoracja tych naczyń często wywodziła się ze sztuki muzułmańskiej. Wielkie półmiski miały swoje źródło w wyrobach metalowych i szklanych powstałych na Bliskim Wschodzie, zaś dekoracja często opierała się na geometrycznych formach i dekoracyjnych schematach zapożyczonych z muzułmańskiej architektury. Nieliczne czternastowieczne naczynia wykonane na rynek rodzimy są dekorowane za pomocą scen ze sztuk z epoki Yuan oraz tradycyjnych chińskich motywów takich jak chmury, smoki, śliwy i sosny, feniksy, fale i wstęgi, otoczone jednak przez formy i elementy zapożyczone z Bliskiego Wschodu.

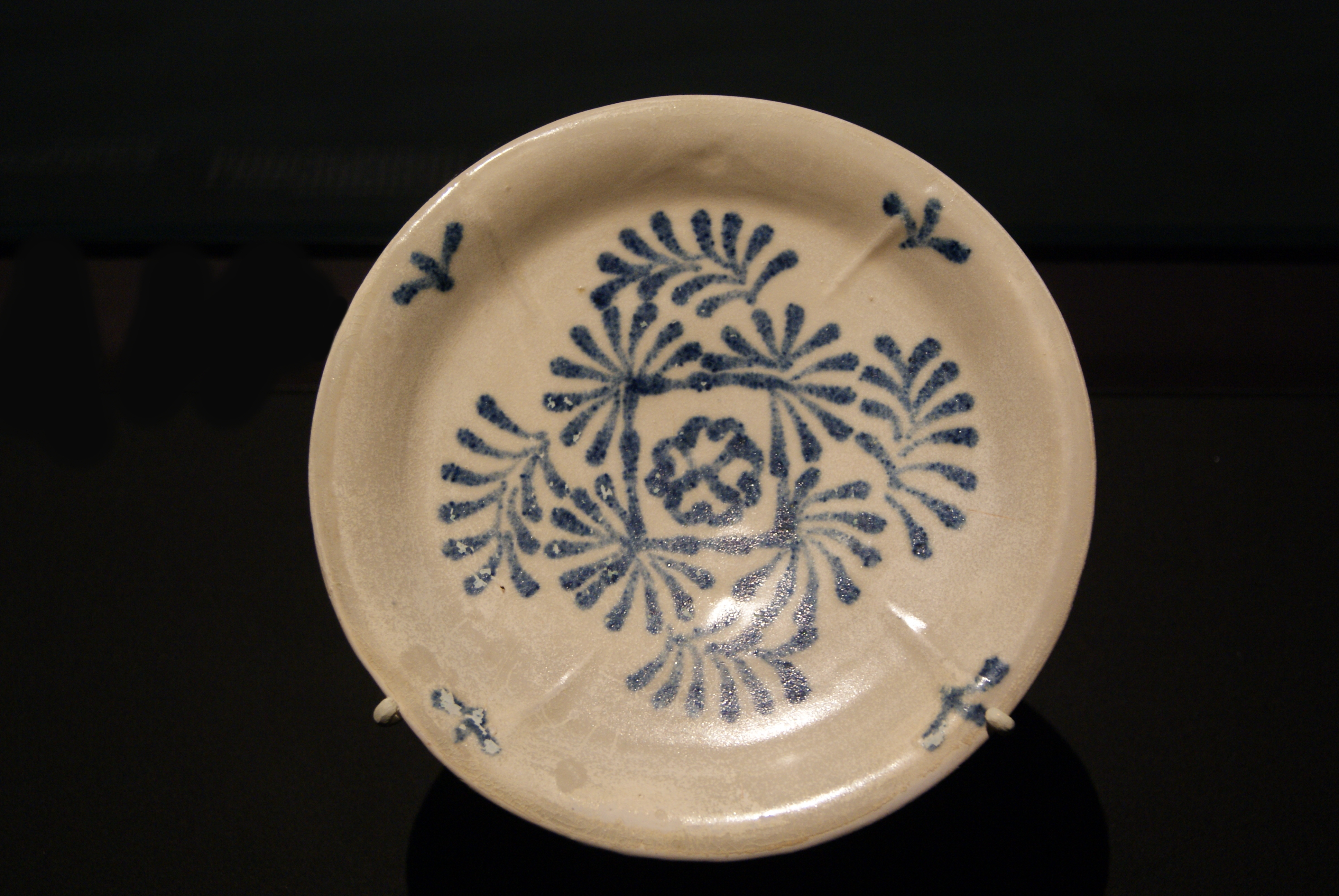
Jedno z naczyń z wraku z Belitung. Kamionka malowana na angobie. Gongxian (dzis. prefektura Zhengzhou), epoka Tang, ok. 825-850. ArtScience Museum, Singapur
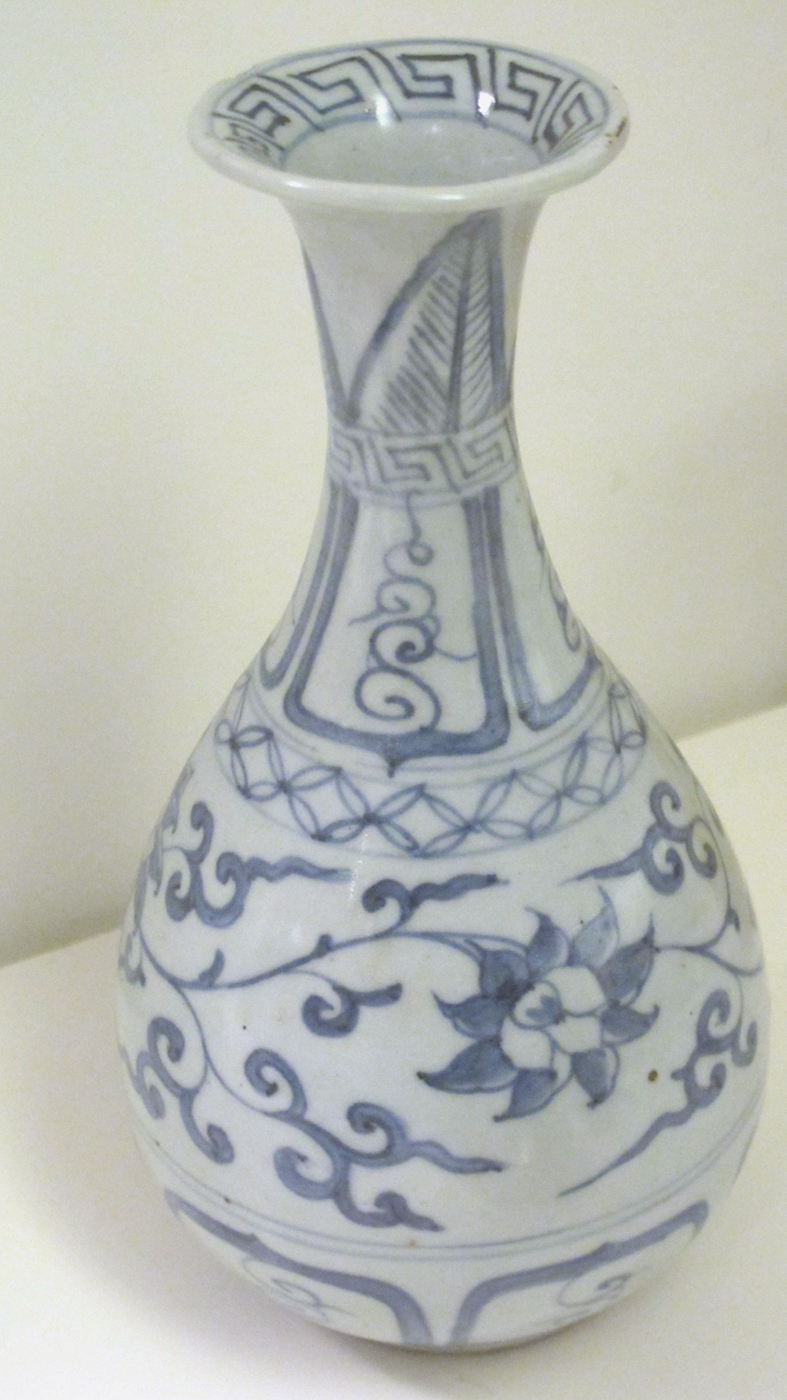
Waza typu yuhuchun. Porcelana malowana podszkliwnie. Jingdezhen, początek XIV w. Muzeum Guimet
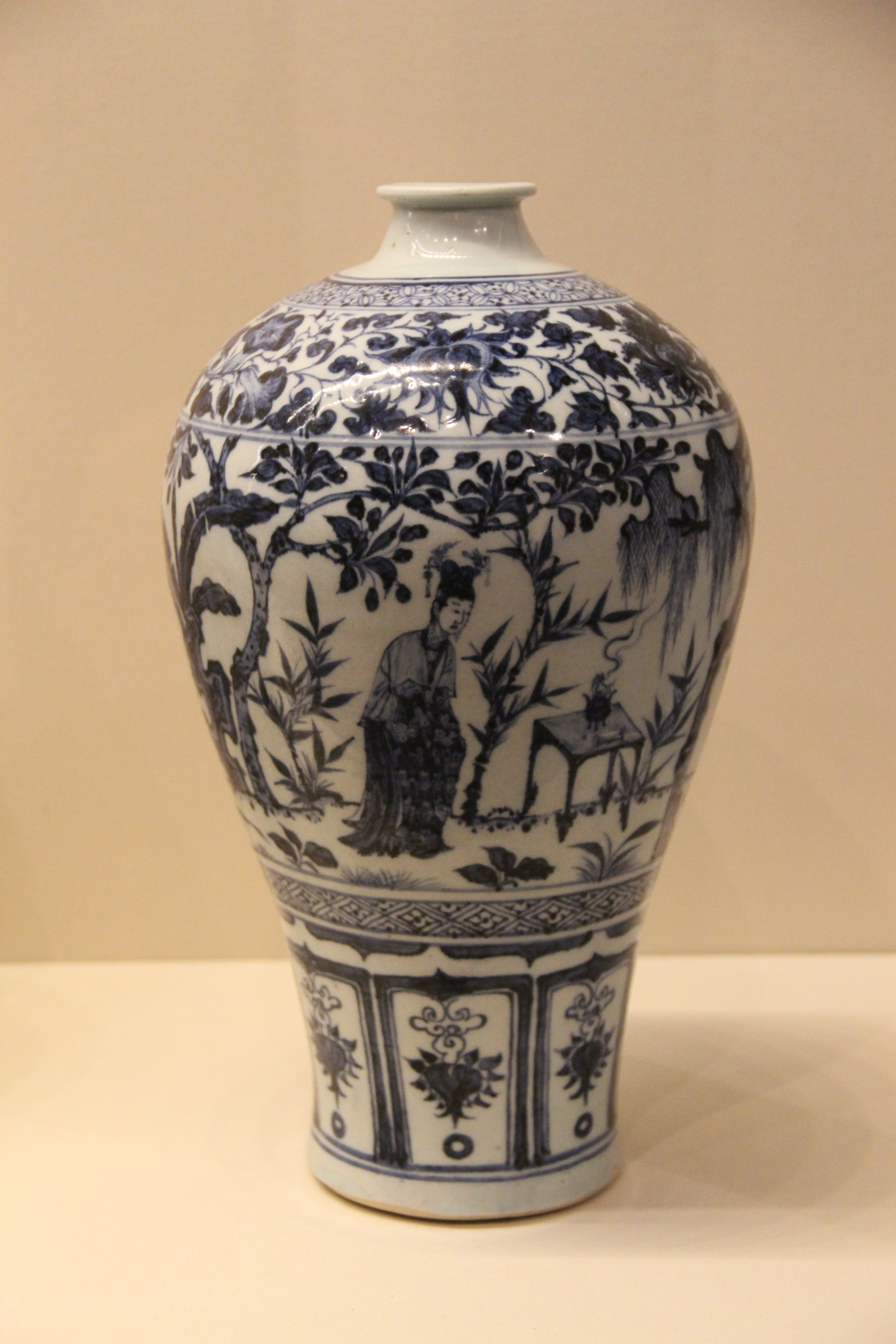
Waza typu meiping ze sceną z Opowieści zachodniego pawilonu Wang Shifu. Jest to najwcześniejsza znana ilustracja tego dzieła na chińskiej ceramice. Porcelana malowana podszkliwnie. Jingdezhen, ok. 1320–1350. Muzeum Wiktorii i Alberta
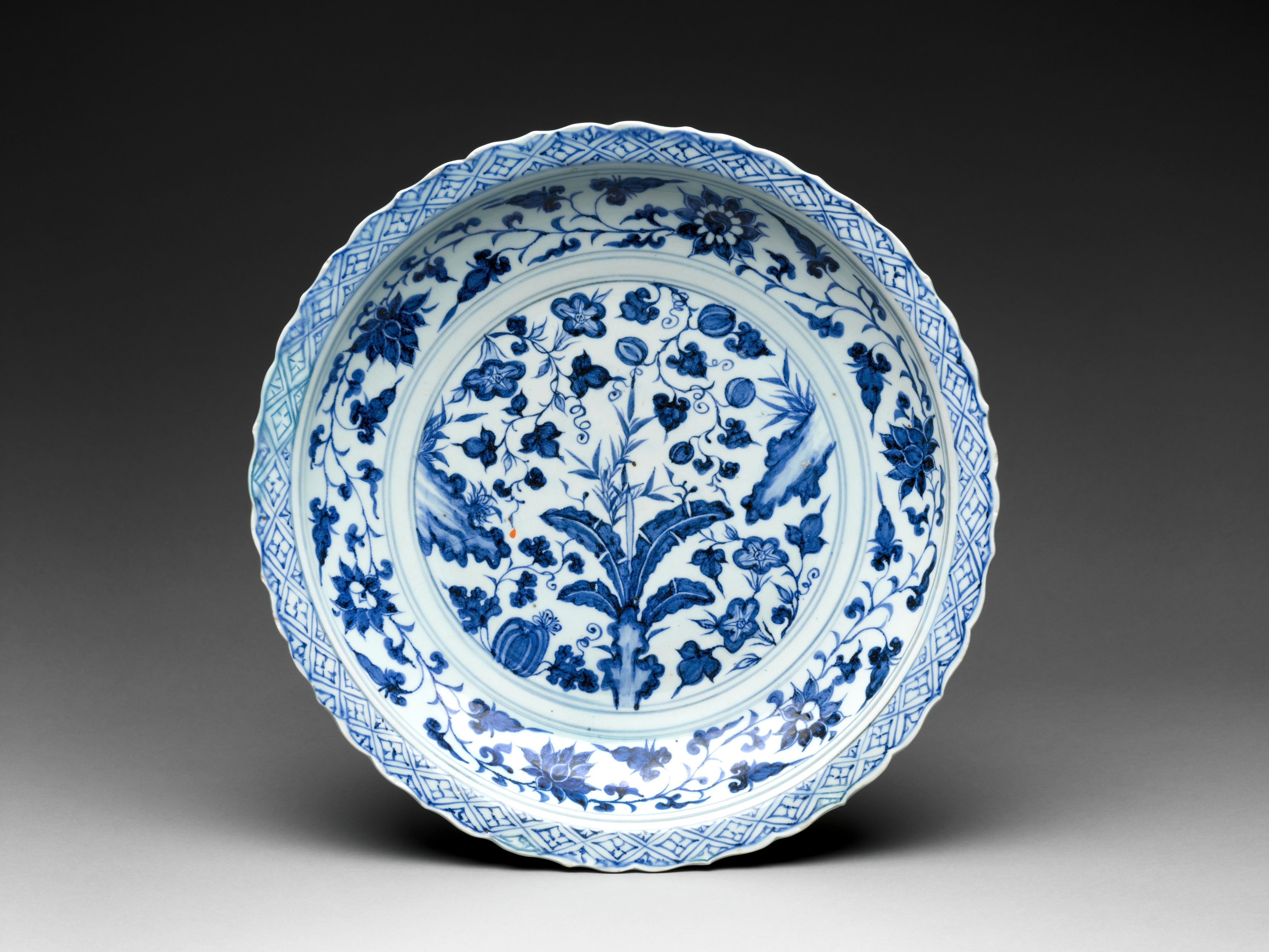
Przyozdobiony listowiem półmisek z dekoracją w formie skał, roślin i melonów. Nagromadzenie szeregu motywów w centrum naczynia pokazuje wpływ środkowoazjatyckich tkanin na chińską sztukę epoki Yuan. Porcelana malowana podszkliwnie. Jingdezhen, XIV w. Metropolitan Museum of Art

#### Dynastia Ming

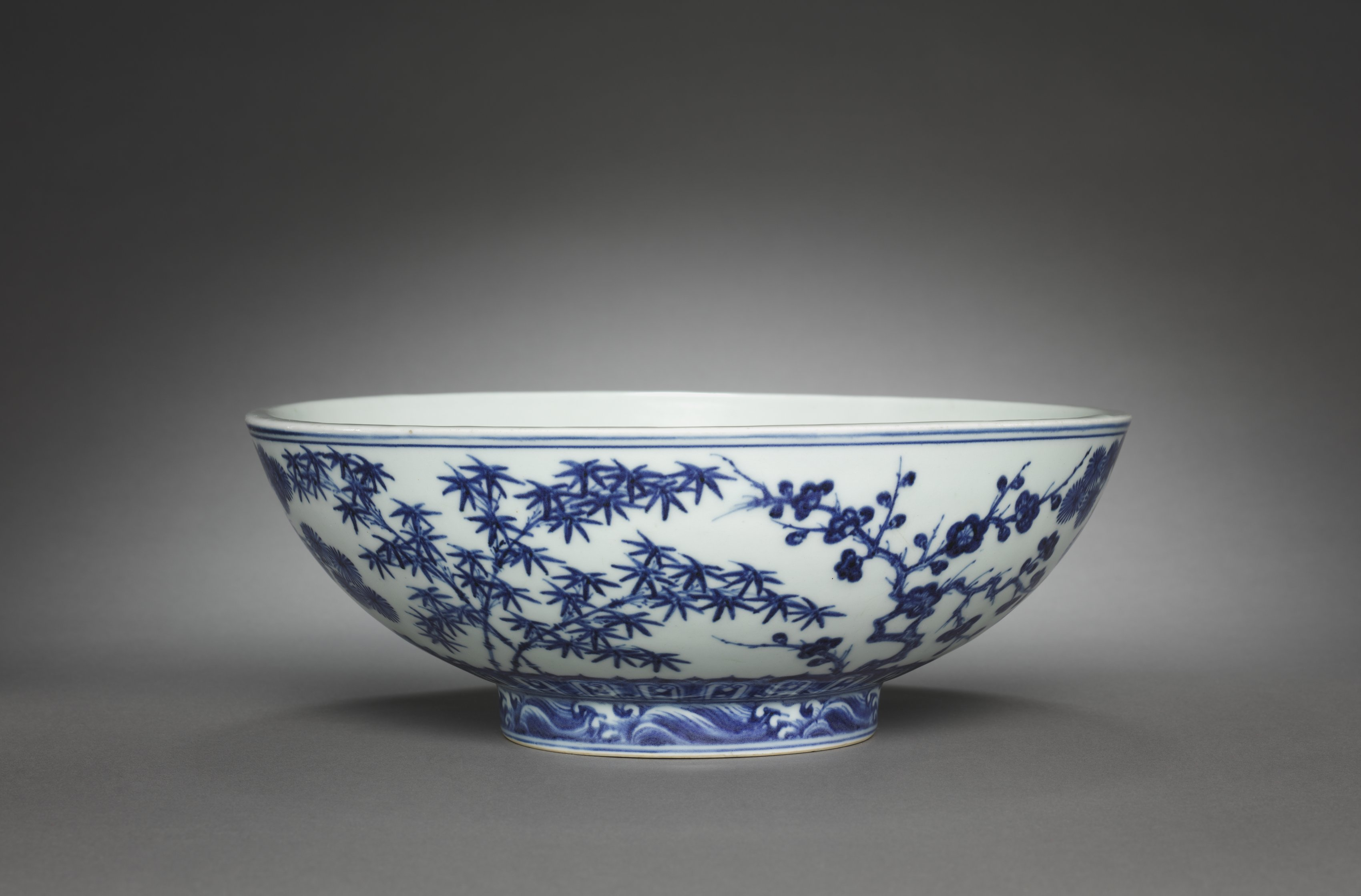
Misa dekorowana motywem „Trzech przyjaciół zimy” – sosną, bambusem i śliwą. Porcelana malowana podszkliwnie. Era Xuande (1426–1435). Cleveland Museum of Art

Edykt założyciela dynastii Ming, cesarza Hongwu (1368–1398), doprowadził do zakłócenia międzynarodowego handlu i wraz z utratą muzułmańskiego rynku na jakiś czas eksport niebiesko-białej porcelany ustał. Doprowadziło to do ogólnego spadku jej produkcji, gdyż cesarz preferował naczynia dekorowane podszkliwną czerwienią. Niebiesko-biała porcelana tego okresu była wytwarzana za pomocą mieszaniny kobaltu perskiego (obecnie rzadkiego) i rodzimego, który zawierał zanieczyszczenia żelazem i stąd brakowało jej czystości i głębi koloru naczyń z późnej epoki Yuan.
Ponowne nawiązanie stosunków handlowych z krajami zamorskimi nastąpiło w trakcie rządów Yongle (1403–1424), który wysłał na zachód słynne morskie ekspedycje Zheng He. Tłumacz Zheng He, Ma Huan, wymienia niebiesko-białą porcelanę jako jeden z chińskich towarów, który był popularny w Wietnamie, Jawie i Zufarze, jak również innych obcych krajach. Za panowania Xuande po raz pierwszy niebiesko-białą porcelaną zainteresował się cesarski dwór i złożono duże zamówienia na potrzeby pałacu. Era Xuande jest uważana za apogeum rozwoju niebiesko-białej porcelany. Historia Ming wspomina, że w tym okresie „mahometański błękit” był sprowadzany z Sumatry, i jego stosowanie okazjonalnie skutkowało przebłyskami czerni. Dekoracja ówczesnych naczyń często miała swoje źródło w tradycyjnym malarstwie.
Za panowania Chenghua (1465–1487) wykonanie motywów dekoracyjnych stało się jeszcze dokładniejsze i delikatniejsze, naczyniom z tego okresu brak jednak świetnego koloru ery Xuande, prawdopodobnie dlatego, iż kobalt z Sumatry był już niedostępny. W erze Zhengde (1506–1521) rozpoczęto używanie czystego, lokalnego kobaltu, który tylko okazjonalnie mieszano z kobaltem z importu. W końcowym okresie panowania dynastii Ming, począwszy od roku 1573, powstał nowy styl niebiesko-białej porcelany przeznaczony na rynki Azji Południowo–Wschodniej i Europy. Te tzw. naczynia Kraak charakteryzują się cienkim i kruchym czerepem, bladym i nierównym zabarwieniem oraz dekoracją podzieloną na odrębne panele ze sceną centralną w środku. Forma i dekoracja tych naczyń naśladuje ceramikę z Azji Południowo–Wschodniej, chociaż zaczyna być modyfikowana zgodnie z gustami nabywców europejskich.
Generalnie ceramika późnej epoki Ming ma pod niektórymi względami charakter przejściowy i wiele ówczesnych wyrobów było pośledniej jakości, „niemniej jednak powstało trochę świetnych wyrobów malowanych błękitem podszkliwnym”.

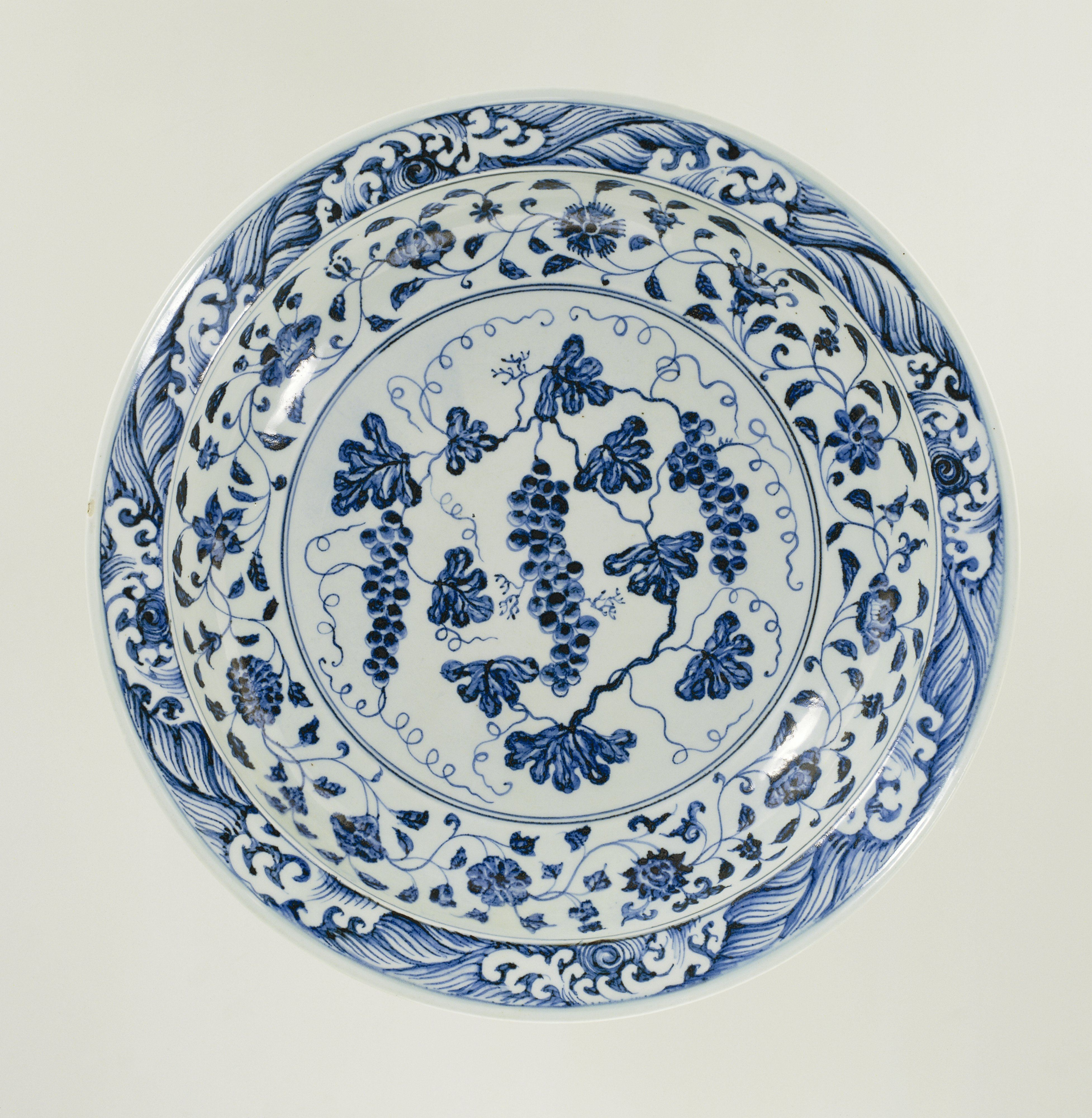
Półmisek z winoroślą i kwiatami. Porcelana malowana podszkliwnie. Ok. 1400–1424. Rijksmuseum
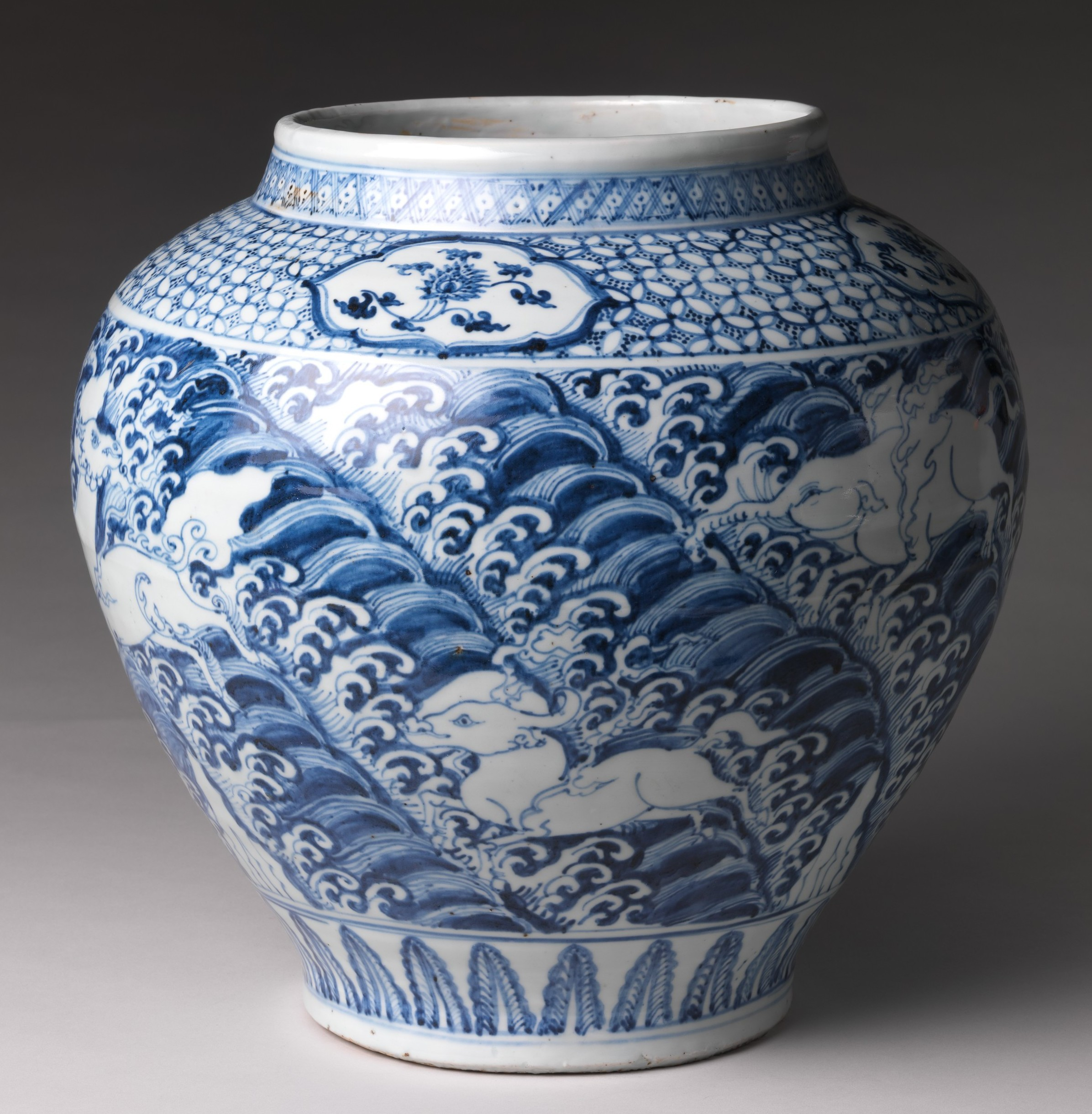
Dzban ze skrzydlatymi zwierzętami – koniem, słoniem i mangustą, najprawdopodobniej inspirowany przez odkrycia Zheng He. Porcelana malowana podszkliwnie. Połowa XV wieku. Metropolitan Museum of Art
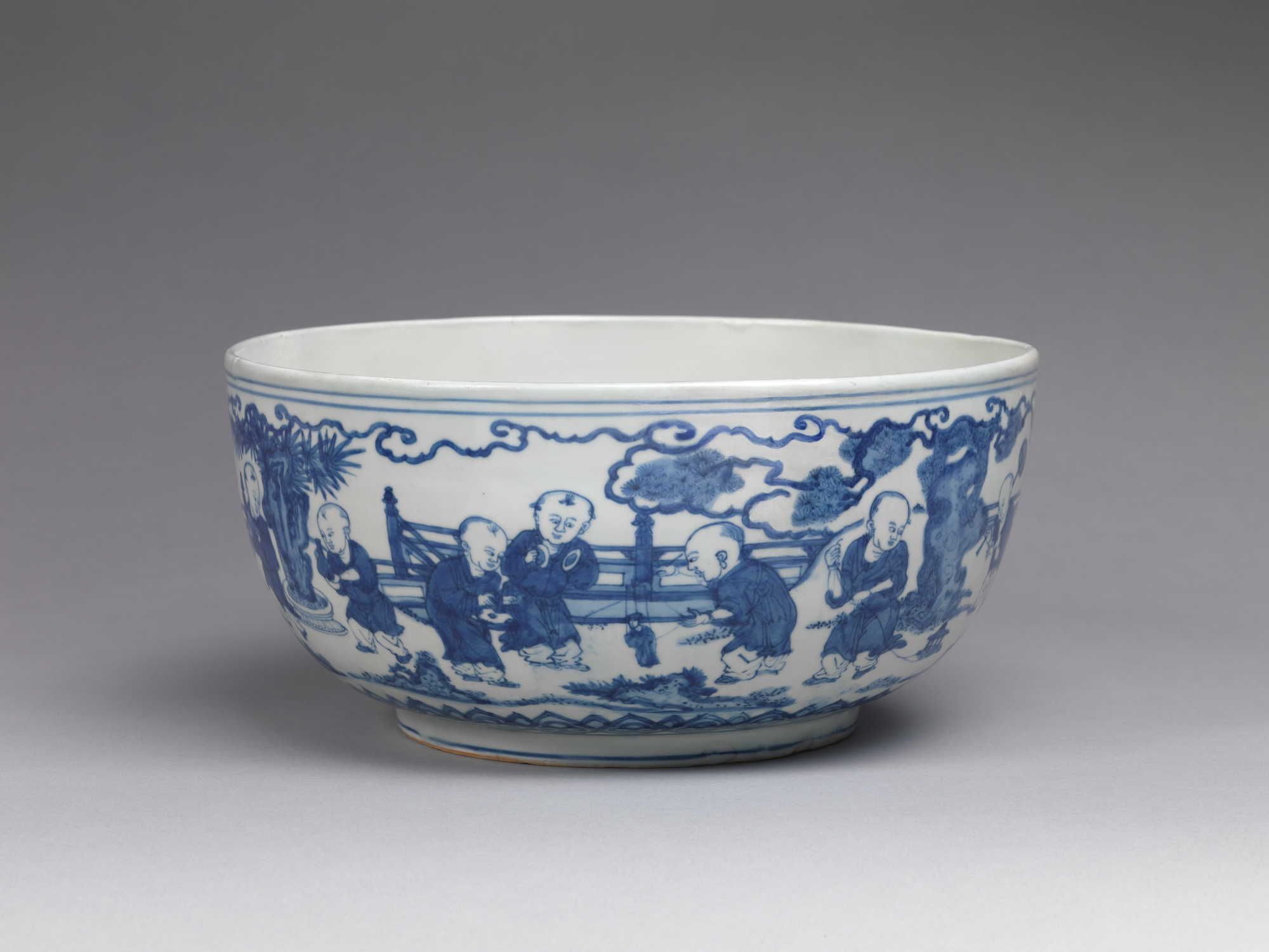
Misa ze sceną przedstawiającą bawiące się dzieci. Porcelana malowana podszkliwnie. Era Jiajing (1522–1566). Metropolitan Museum of Art
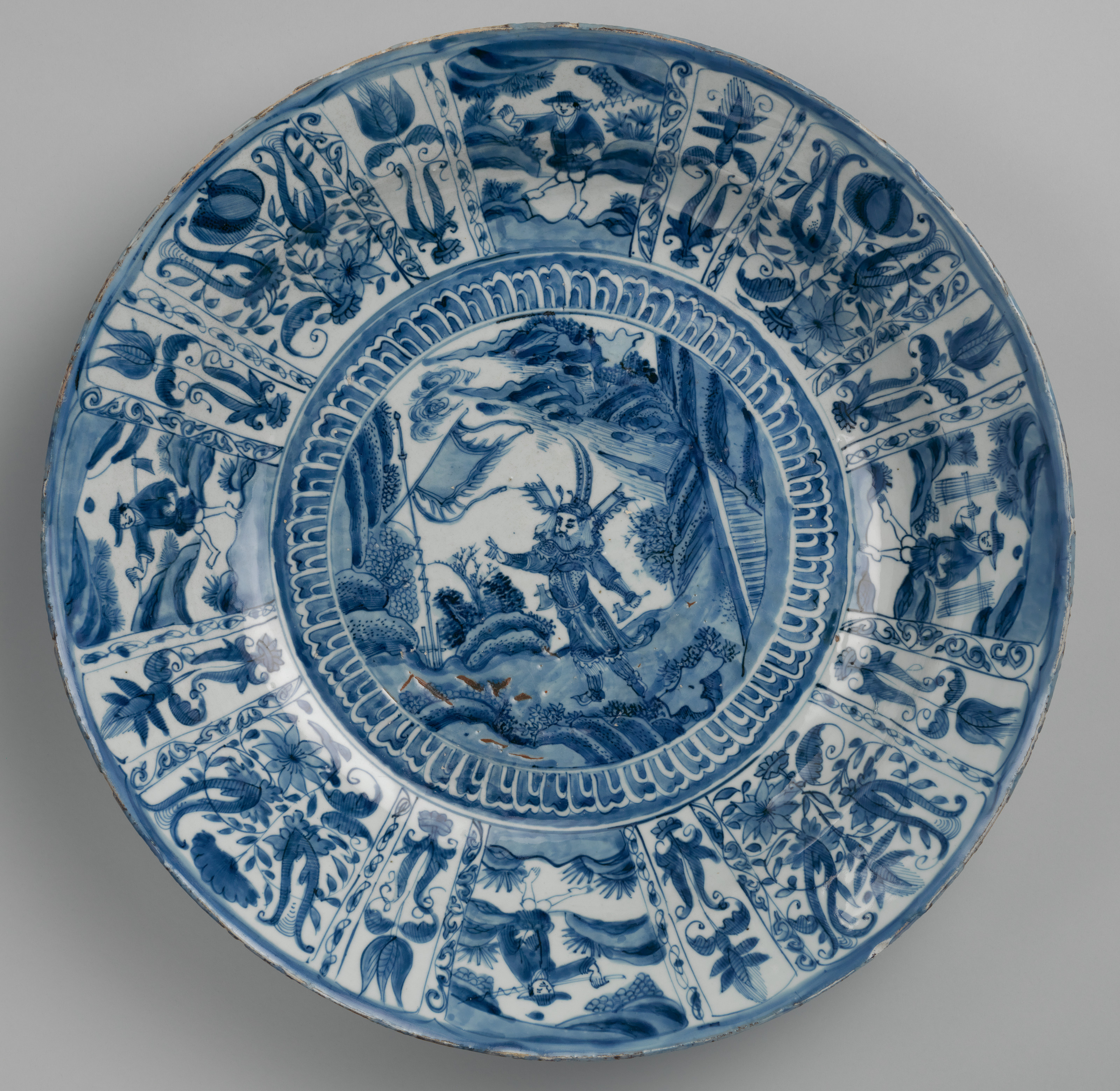
Półmisek typu Kraak. Porcelana malowana podszkliwnie. Era Chongzhen (1627–1644). Metropolitan Museum of Art

#### Dynastia Qing

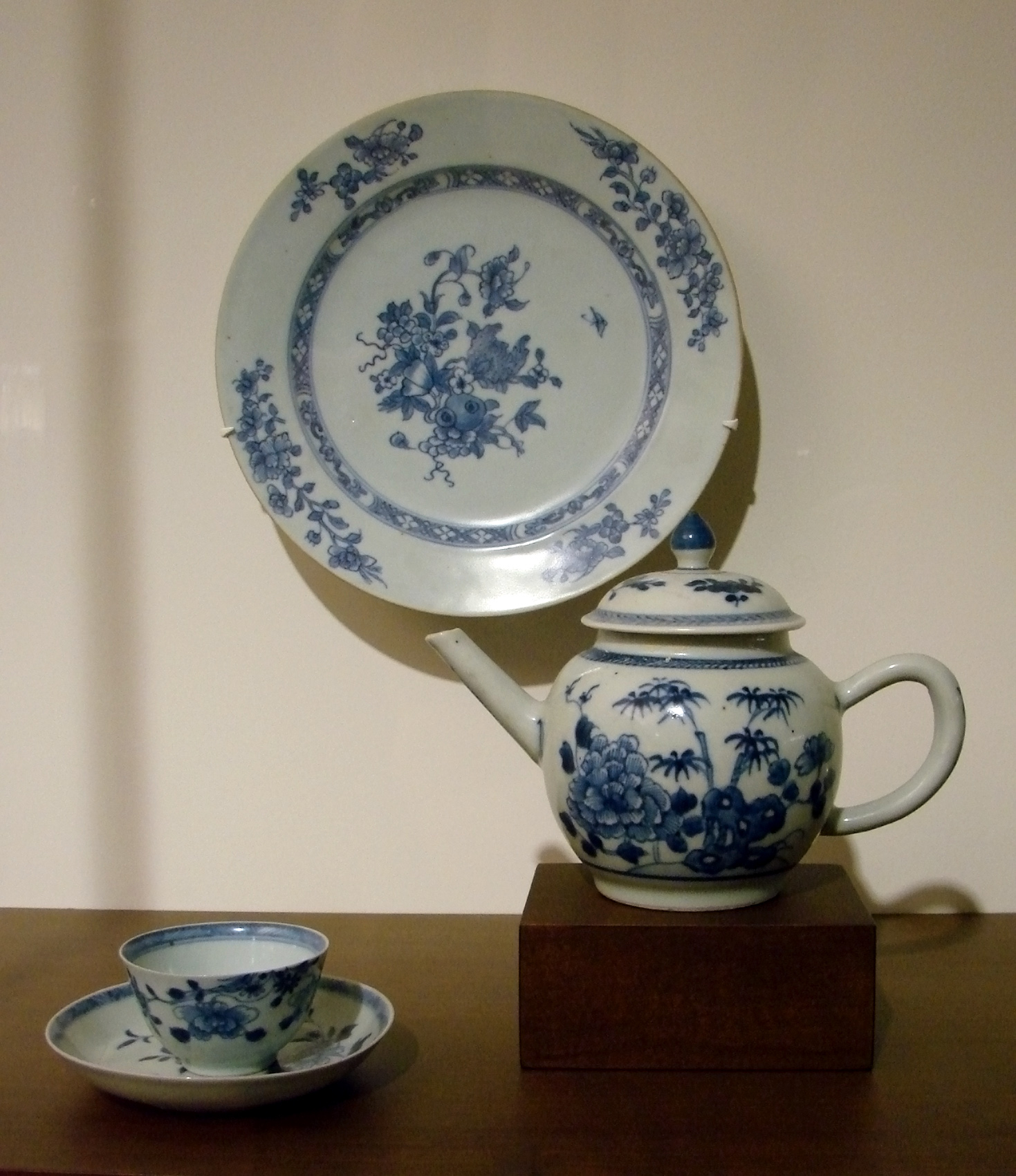
Niebiesko-biała porcelana eksportowa (fr. Chine de commande) z epoki Qing. XVIII wiek. Muzeum Guimet

Artystyczna witalność w produkcji porcelany powróciła w trakcie tzw. Okresu Przejściowego (1620–1683) pomiędzy dynastiami Ming a Qing. Brak nadzoru ze strony cesarskich pieców w Jingdezhen, które zostały zniszczone w trakcie walk w latach 1673 i 1675, sprawił, że dekoratorzy zaczęli malować motywy zaczerpnięte z popularnej poezji, mitów, historii i obrazów. Piece w Jingdezhen zostały odbudowane w latach 80. XVII wieku. Za rządów Kangxi „do perfekcji zostały doprowadzone umiejętności techniczne przy sporządzaniu farb niebieskich opartych na tlenku kobaltu”. Powstał wówczas świetny błękit szafirowy o najwyższym stopniu czystości, bez śladów czerwieni, nazywany „daging” („wielkim błękitem”) oraz błękit rozmyty, nazywany „yuebai” („światłem księżyca”). Przywrócono handel z Europą i wprowadzono produkcję „chińskiego Imari” (zobacz poniżej), kombinacji podszkliwnego błękitu i naszkliwnej żelaznej czerwieni, zaczerpniętej od Japończyków.
Naczynia wytwarzane w erze Yongzheng (1723–1735) naśladowały wczesną niebiesko-białą porcelanę z epoki Ming. Qianlong (1736–1796) preferował naczynia z wielokolorową emalią, jednak zachował szacunek do dawnej ceramiki, co prowadziło do imitacji porcelany z czasów Xuande. To wprowadzenie naczyń dekorowanych za pomocą palety barw nazywanej famille rose doprowadziło do spadku zainteresowania niebiesko-białą porcelaną, chociaż jej produkcji, w szczególności na eksport, nigdy nie zaprzestano. Wraz z wprowadzeniem dekoracji za pomocą przedruku w europejskich manufakturach ponownie zainteresowano się niebiesko-białą ceramiką (zobacz poniżej). Rozwój tańszej europejskiej porcelany i innej ceramiki prowadził do upadku chińskiego eksportu. Niemniej niebiesko-białe naczynia pozostały istotnym przedmiotem handlu w Europie i Ameryce w XVIII i XIX wieku. Produkcję ręcznie malowanych niebiesko-białych naczyń kontynuowano w Chinach aż do lat trzydziestych XX wieku.

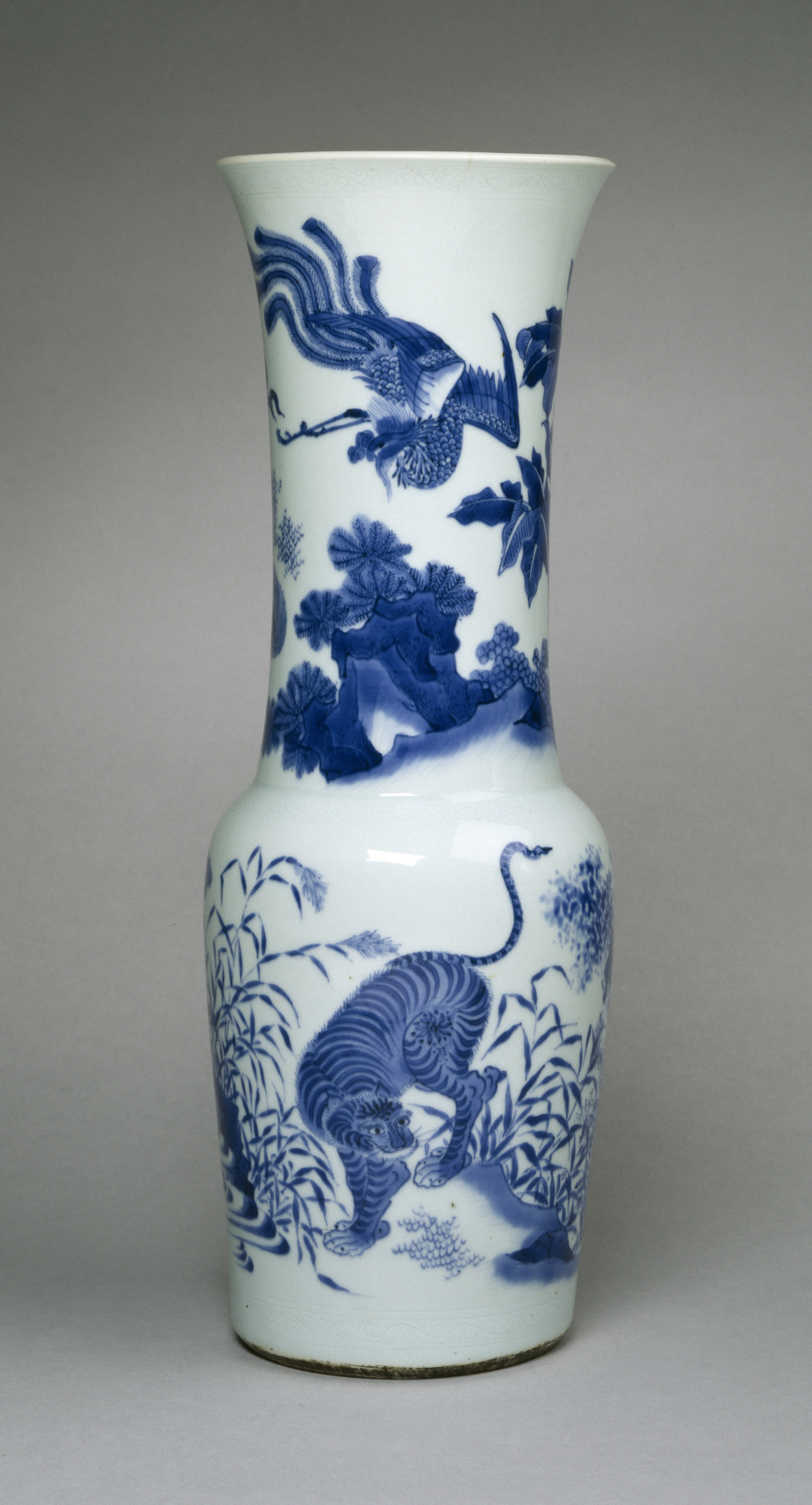
Waza w formie pucharu z czterema zwierzętami - smokiem, tygrysem, Qilinem i feniksem. Porcelana malowana podszkliwnie. Przełom dynastii Ming i Qing, ok. 1640–ok. 1660. Walters Art Museum
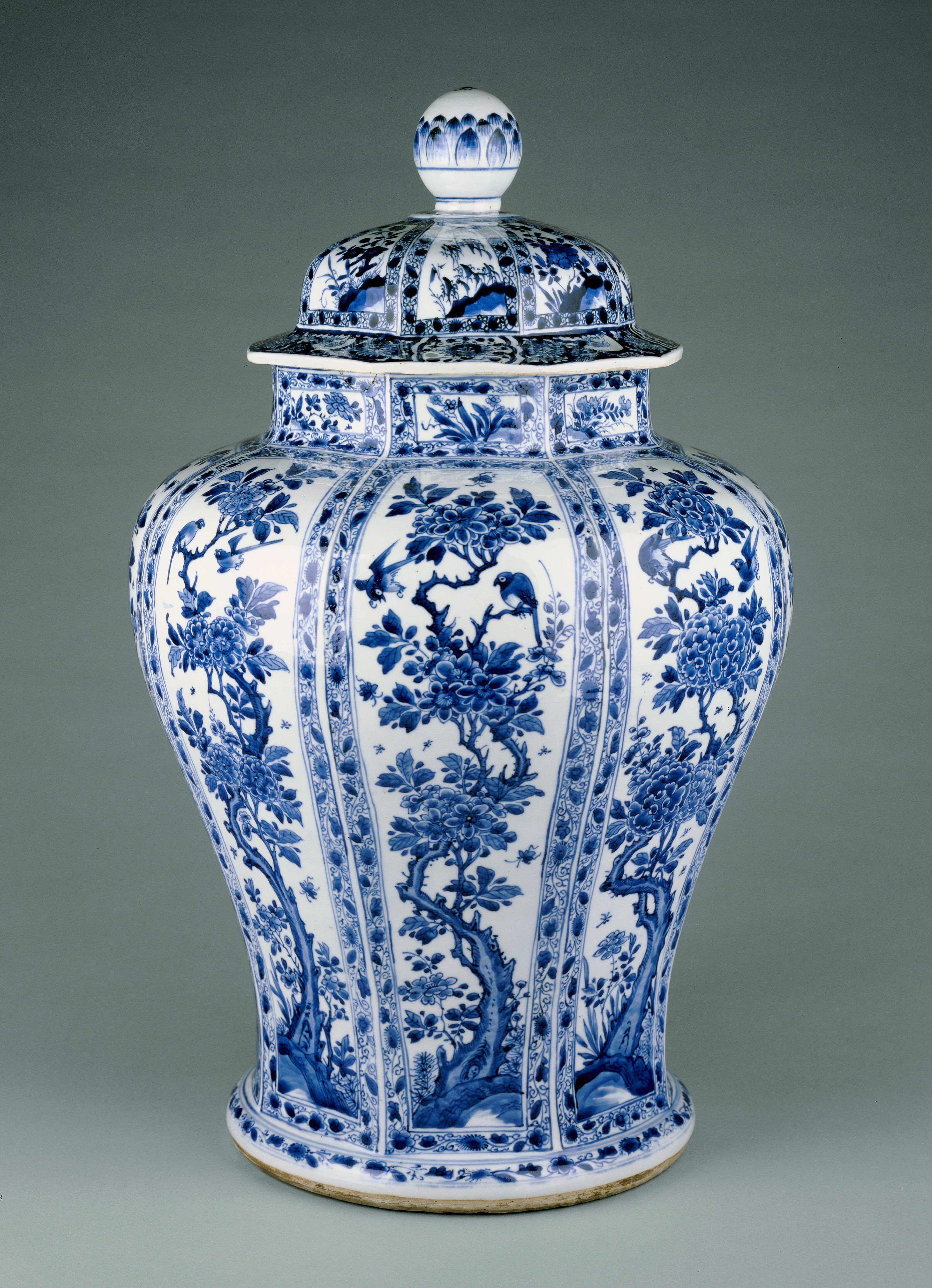
Waza z pokrywką. Porcelana malowana podszkliwnie. Era Kangxi (1662–1722). J. Paul Getty Museum
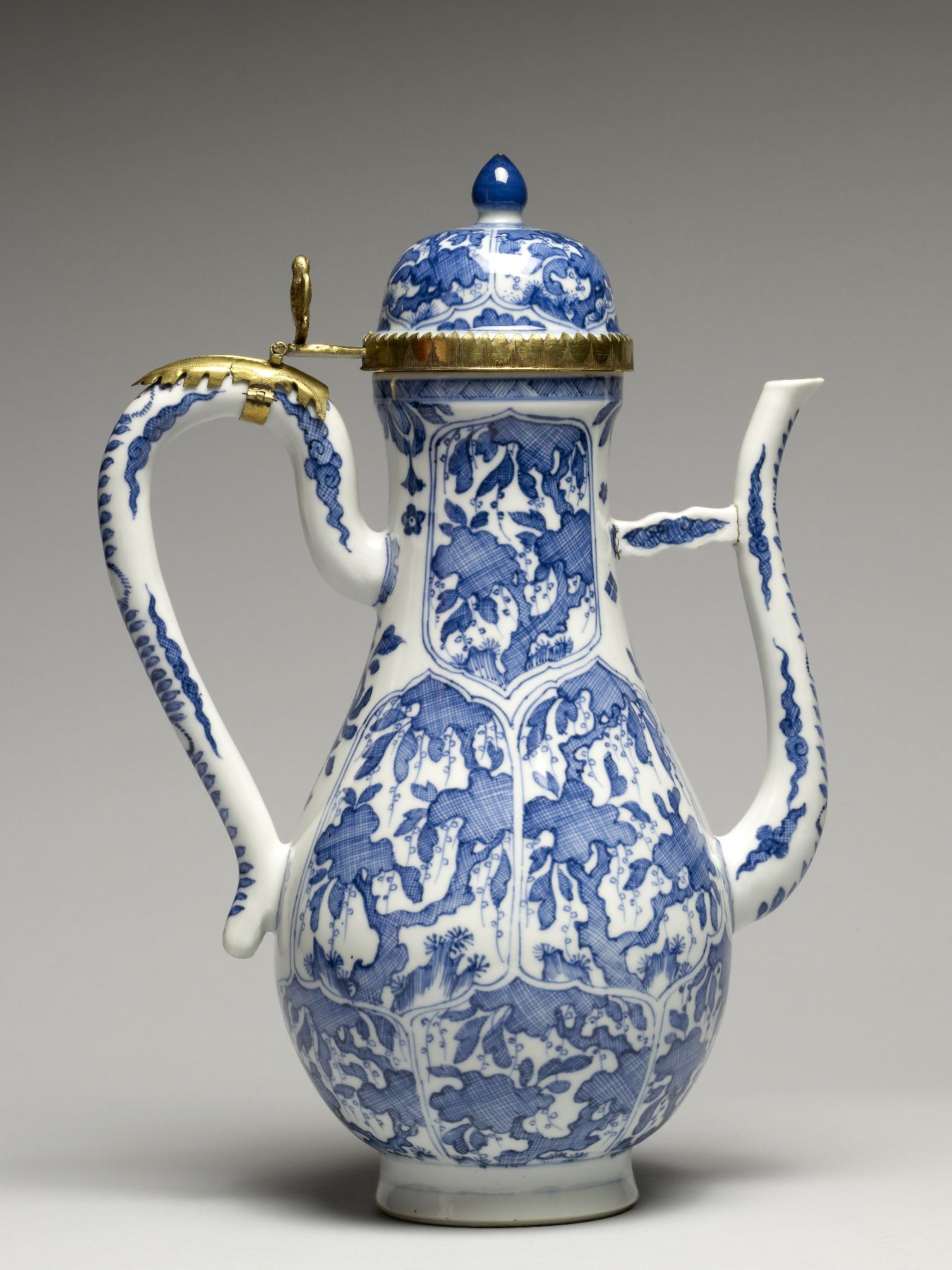
Dzbanek na wino z europejskim okuciem typu ormolu. Porcelana malowana podszkliwnie. Ok. 1675–1725. Walters Art Museum
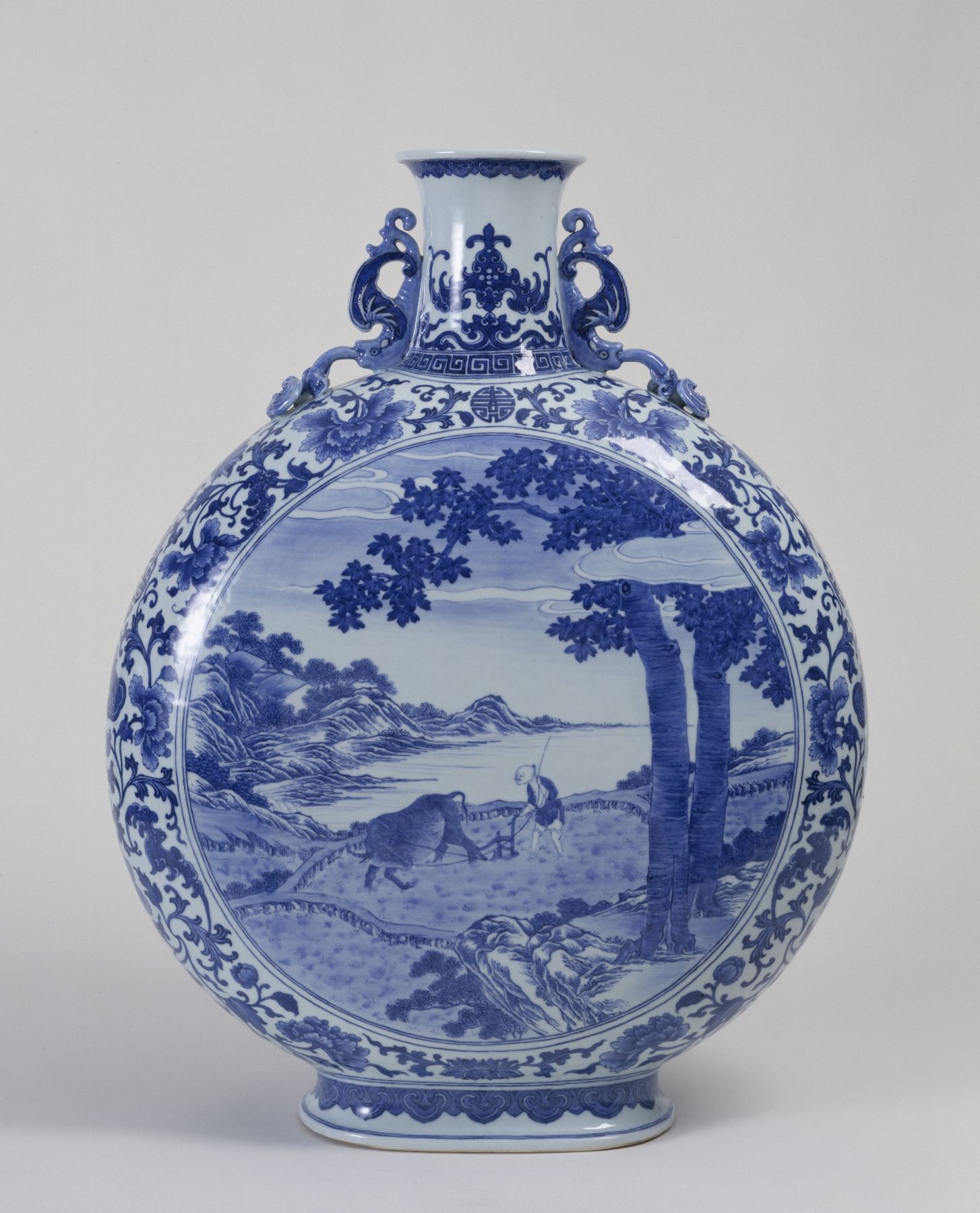
Flasza ze sceną z epoki Ming, która jednak nabiera nowego wymiaru dzięki mistrzostwu w posługiwaniu się różnymi odcieniami kobaltu. Porcelana malowana podszkliwnie. Era Qianlong (1736–1795). Walters Art Museum

### Korea

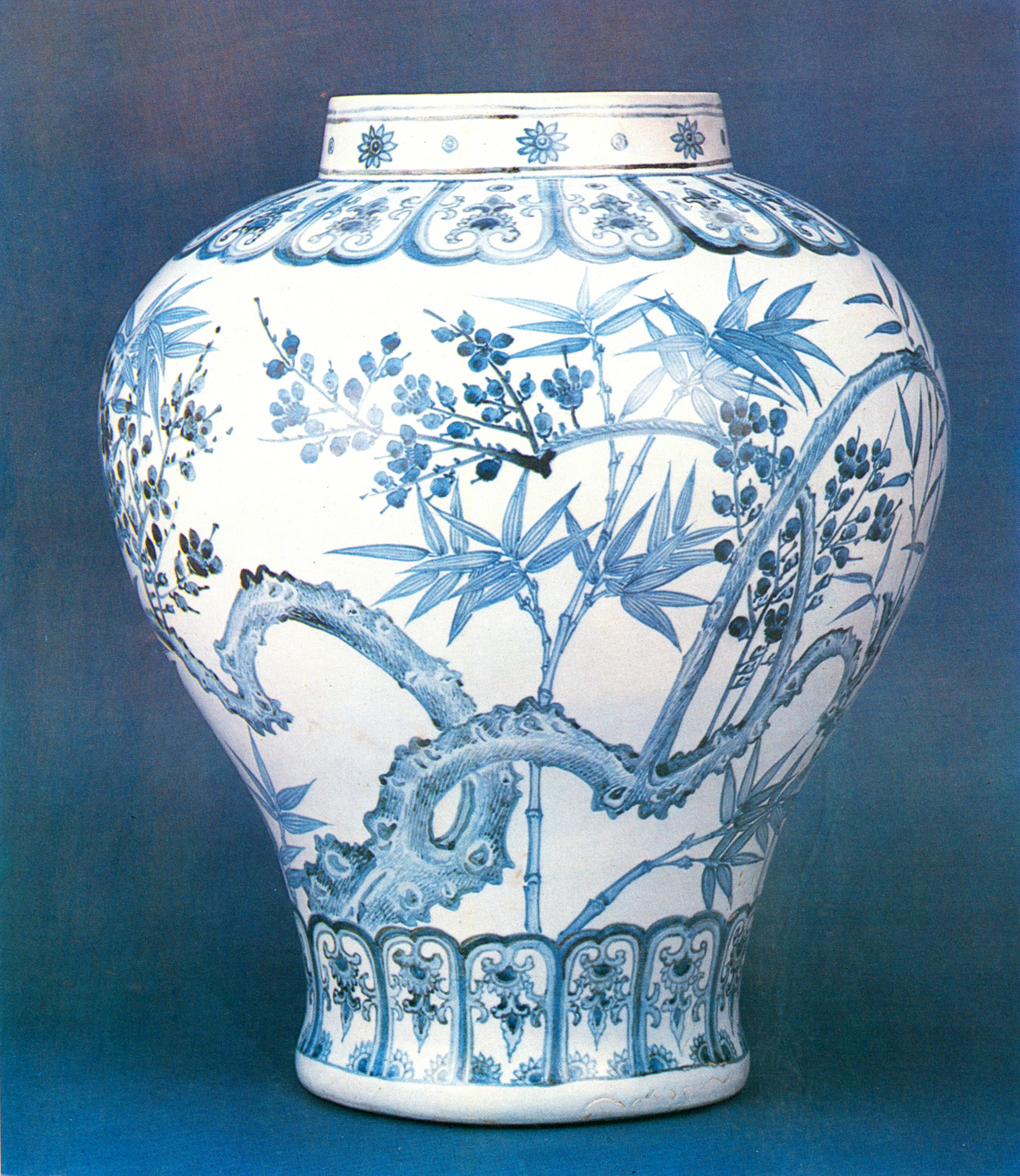
Dzban z dekoracją przedstawiającą kwitnącą śliwę i bambusa. Skarb narodowy Korei. Porcelana malowana podszkliwnie. Gwangju, połowa XV wieku. Leeum, Muzeum Sztuki Samsunga

Dar cesarza Xuande dla króla Sejonga (1418–1450) z roku 1428 jest pierwszym odnotowanym przypadkiem pojawienia się niebiesko-białej porcelany w Korei. Pierwsza koreańska porcelana w tym stylu pojawia się w latach 50. XV wieku i jest ona produkowana wyłącznie w królewskiej wytwórni w Gwangju. Była ona używana przez rodzinę królewską i arystokrację oraz naśladowała wzory chińskie. Początkowo do jej barwienia sprowadzano kobalt z Chin, jednak w latach 1464 do 1480 używano kobaltu wydobywanego z okolic Gangjin i Suncheon. Począwszy od 1480 wznowiono import z Chin i późniejsze źródła narzekają na cenę i trudności ze zdobyciem kobaltu. Według jednego z tekstów z 1591 roku „mahometański błękit” kosztował „dwukrotnie więcej niż złoto”. Zgodnie z dekretem z 1461 kobalt mógł być używany tylko przez klasę wojowników wyłącznie do naczyń na wino i ta ścisła reglamentacja utrzymała się przez około sto lat.
Wczesna koreańska niebiesko-biała porcelana była dekorowana motywami kwitnącej śliwy, bambusa, ptaków i sosn w różnych kombinacjach lub przez pojedyncze motywy takie jak kwitnąca śliwa, kaligraficzne inskrypcje i krajobrazy. Czasami używano symboli szczęścia lub płatków lotosu jako ornamentów głównego wzoru. Do tak ozdabianych naczyń zaliczały się dzbany, butle i zastawa stołowa. Jakość koreańskiej porcelany była wysoka, ale była ona grubościenna i daleko jej było do delikatności porcelany chińskiej. Jej dekoracje były jednak dynamiczne - charakterystyczny był brak postaci ludzkich, natomiast często przedstawiano smoka. Rysunek wykonywano grubą kreską.
Japońska inwazja w latach 1592 do 1597 zniszczyła koreańskie wytwórnie ceramiczne i aż do ok. 1618 produkcja niebiesko-białej ceramiki właściwie ustała. W XVII wieku z uwagi na brak kobaltu powstały nieliczne naczynia i do ponownego zwiększenia wytwórczości doszło dopiero w następnym stuleciu. Ta przerwa w ciągłości produkcji doprowadziła do powstania oryginalnego, koreańskiego stylu, niezależnego od chińskich wzorów, charakteryzującego się umiarkowaniem i prostotą, co było wymuszone również rzadkością kobaltu. Standardowa dekoracja opierała się na motywach liści lub kwiatów, albo zaaranżowanych scenach, w ramach okrągłej lub wielobocznej kompozycji. Na niektórych naczyniach dekoracja obejmowała całą powierzchnię, podczas gdy w przypadku innych, szczególnie dzbanów, naczyń ceremonialnych, butelek na wino i mis dużą część pozostawiano białą. Ta niebiesko-biała ceramika była bardzo ceniona i kolekcjonowana przez japońskich mistrzów ceremonii picia herbaty.
W 1718 ustanowiono oficjalne zakłady garncarskie w Punwon w powiecie Gwangju, na południowy wschód od Seulu, i produkcja niebiesko-białej ceramiki została ograniczona do tej wytwórni. Ograniczenia w użyciu kobaltu istniały jeszcze co najmniej w 1754 roku, przy czym nadwyżki oficjalnej produkcji sprzedawano na potrzeby stołów pisarskich uczonych i artystów. Produkcja niebiesko-białej ceramiki, o pogarszającej się artystycznej jakości, trwała aż do 1883, kiedy państwo przestało subsydiować wytwórnię.

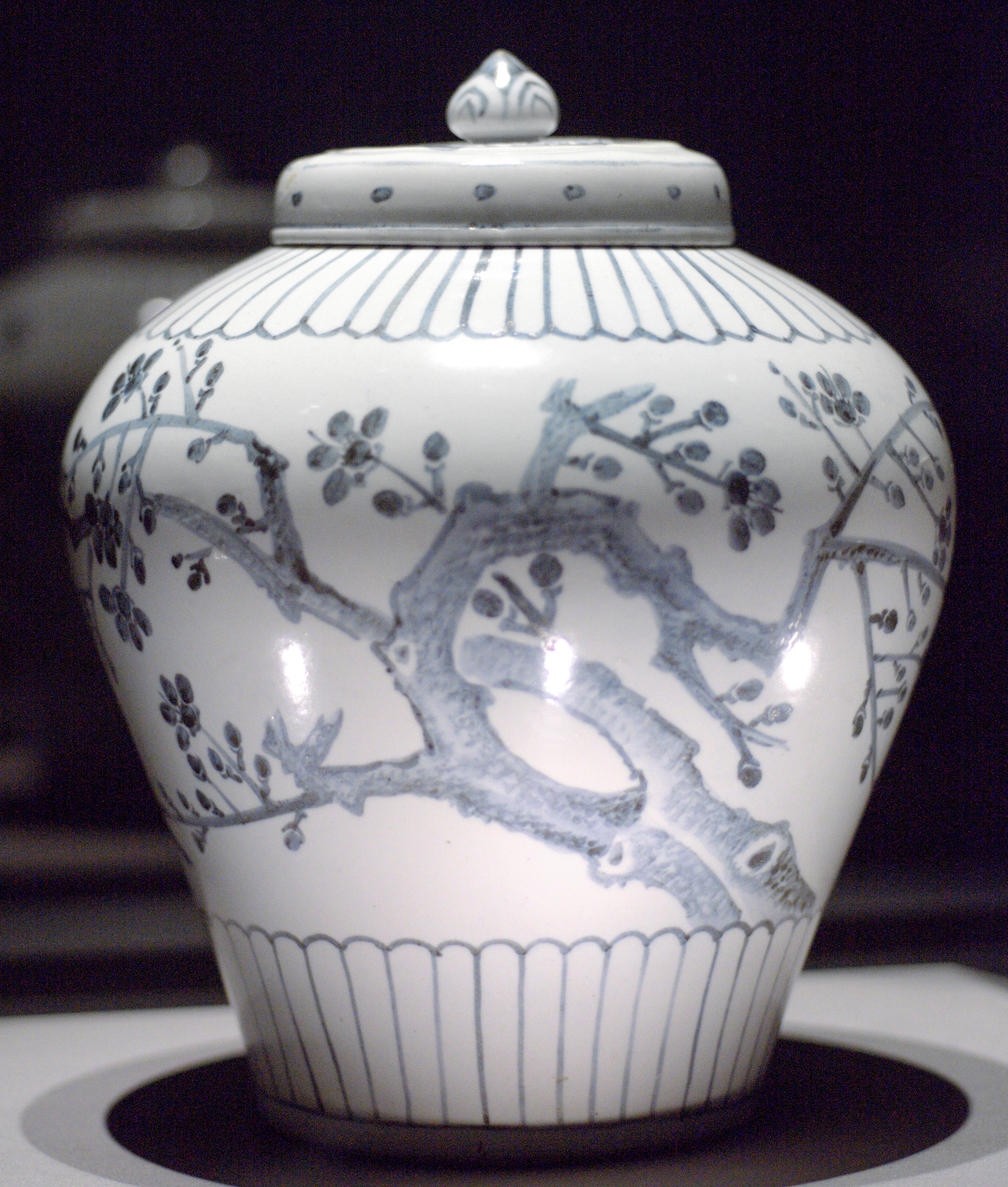
Dzban z nakrywką z dekoracją przedstawiającą kwitnącą śliwę i bambusa. Skarb narodowy Korei. Porcelana malowana podszkliwnie. XV wiek. Muzeum Horim
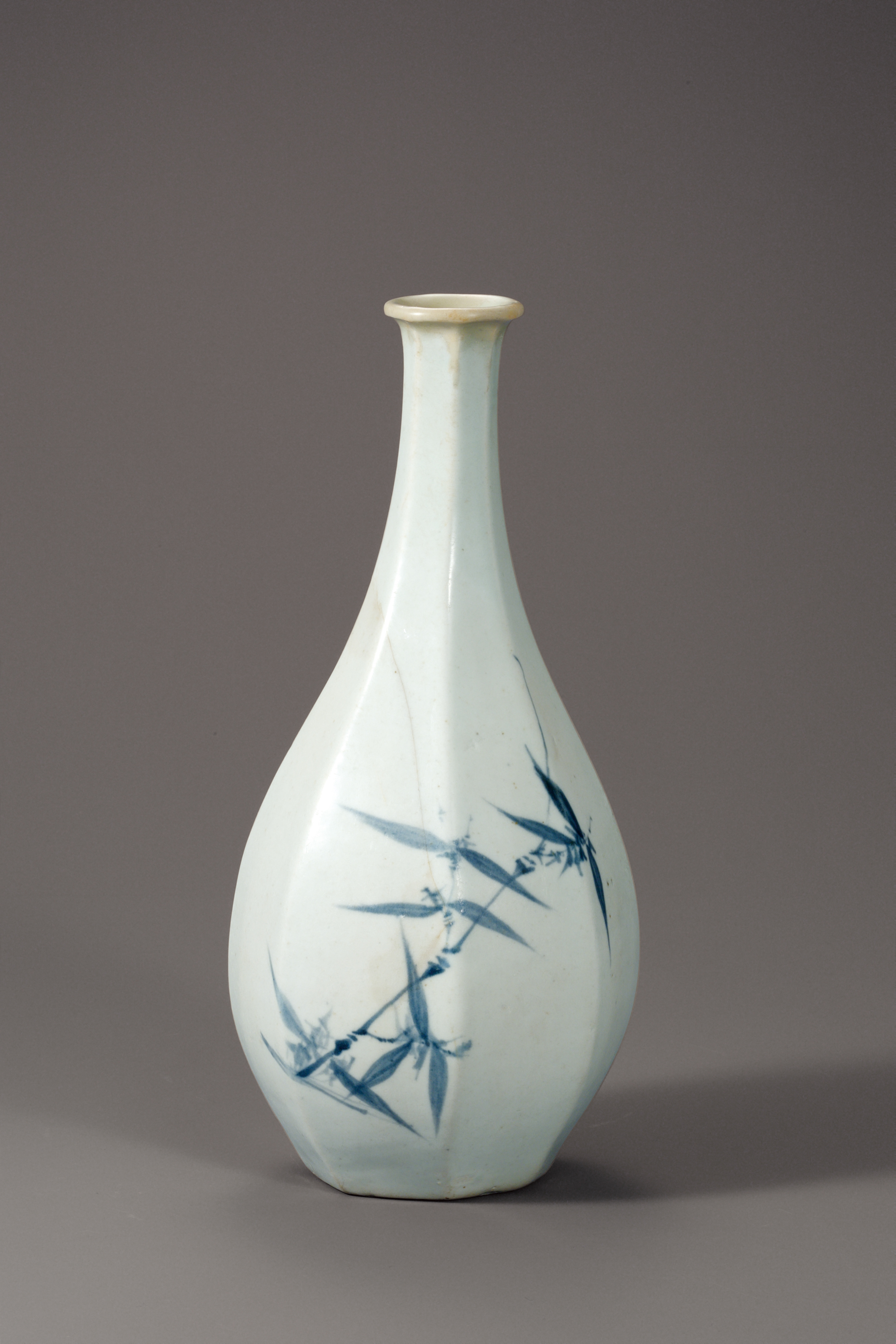
Butla z dekoracją przedstawiającą bambusa i orchideę. Porcelana malowana podszkliwnie. XVIII wiek. Muzeum Narodowe Korei
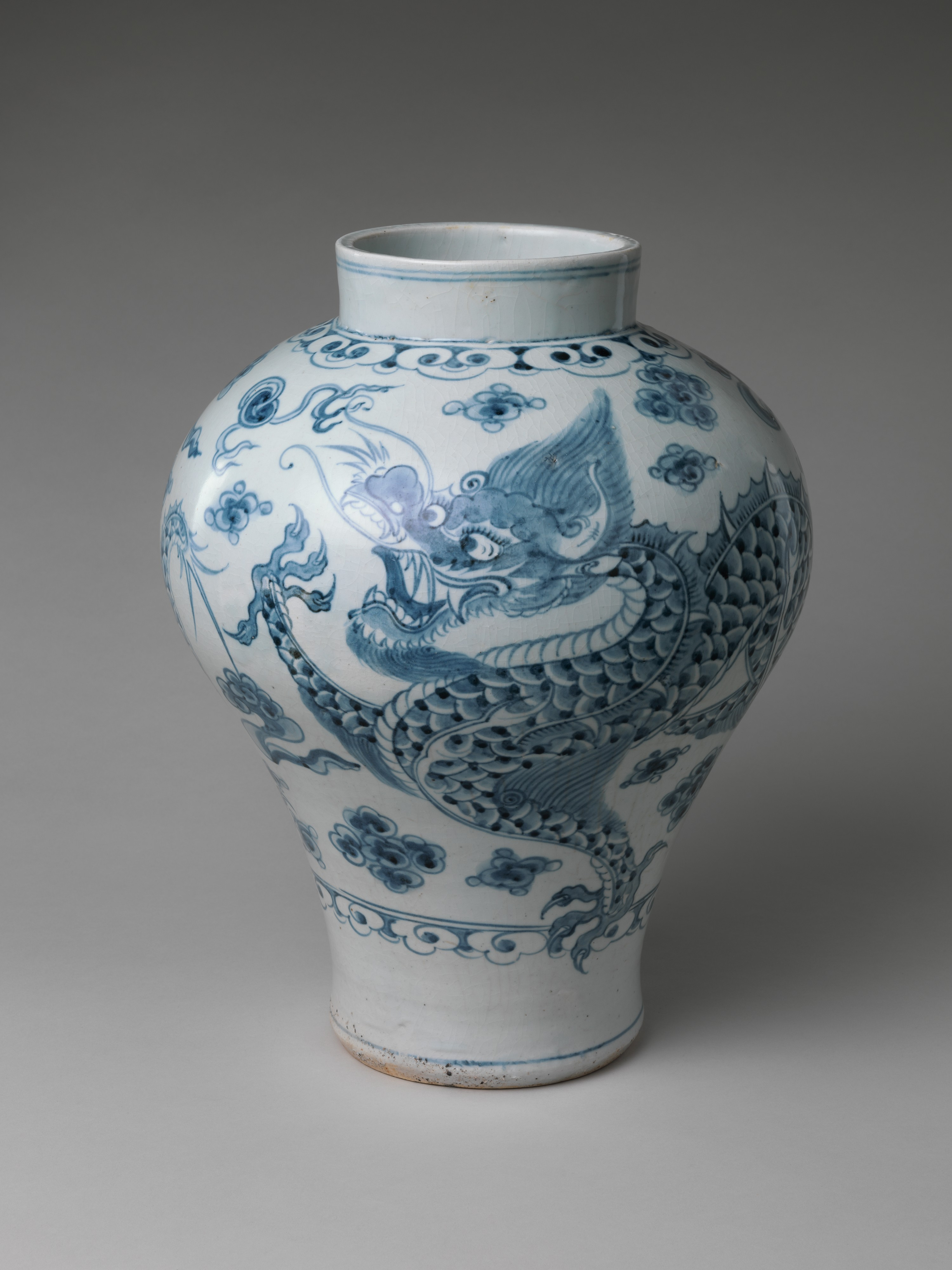
Dzban smoczy. Porcelana malowana podszkliwnie. Druga połowa XVIII wieku. Metropolitan Museum of Art
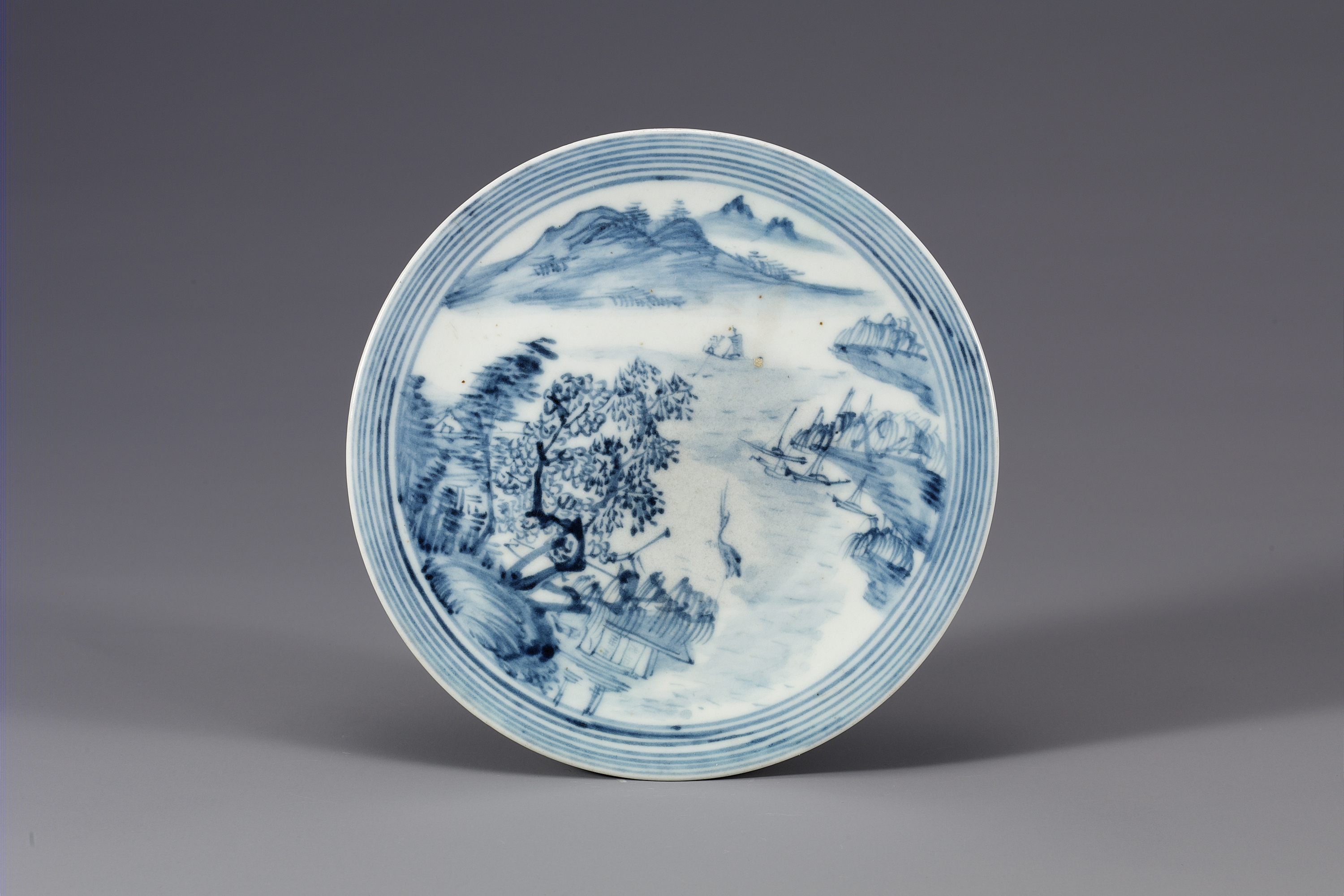
Misa z dekoracją w formie krajobrazu. Porcelana malowana podszkliwnie. XIX wiek. Muzeum Narodowe Korei

### Japonia

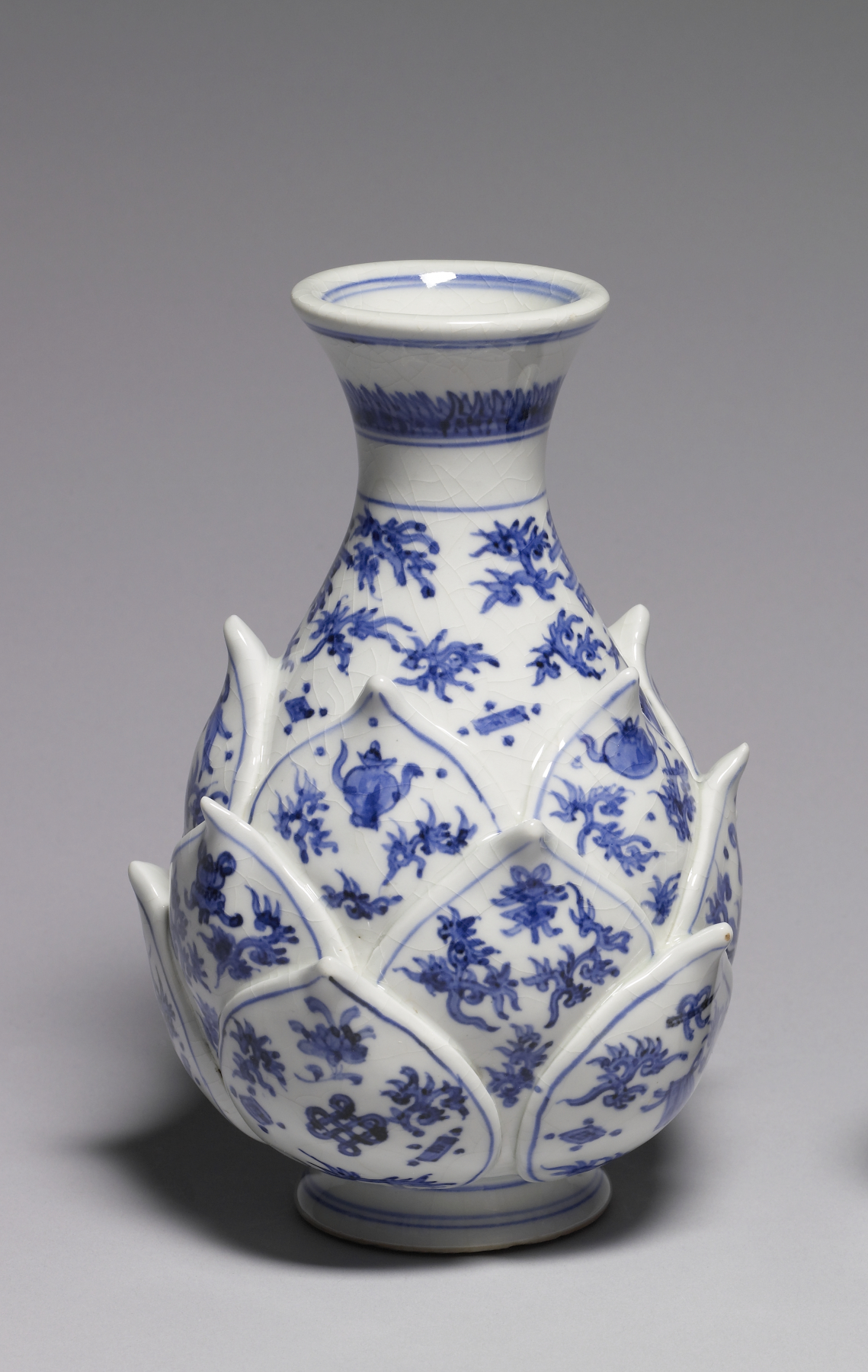
Waza wykonana przez Ninnami Dōhachiego (zm. 1855). Porcelana malowana podszkliwnie. Walters Art Museum

Japończycy od stuleci sprowadzali porcelanę z Chin. Produkcja własnej porcelany w Japonii rozpoczęła się na początku XVII stulecia w Arita na wyspie Kiusiu. Region ten był wówczas znany jako Prowincja Hizen i rządzony przez dwa rody, Nabeshima i Matsuura, oba aktywnie wspierające produkcję porcelany (ród Nabeshima dał swoją nazwę szczególnej odmianie porcelany Arita). Jak zobaczymy, porcelana z Arita w przyszłości miała być masowo eksportowana, ponieważ zaś wysyłano ją z portu Imari, w Europie stała się znana jako porcelana Imari. Technika i dekoracja porcelany Arita wiele zawdzięczała wpływom koreańskim i chińskim. Najwcześniejsza japońska porcelana była przeważnie niebiesko-biała (sometsuke) (farbę improtowano z Chin) i naśladowała wzory koreańskie, produkowano jednak również białą porcelanę w stylu chińskim. Te naczynia, nazywane „wczesnymi Imari” (Shoki Imari), były często niewielkich rozmiarów i o raczej surowej dekoracji.
Jak to opisano powyżej, upadek dynastii Ming w Chinach spowodował zniszczenie ceramicznych pieców i zakłócenia w handlu z Europą. W tej sytuacji Holendrzy, którzy w 1641 otrzymali monopol na handel japońską porcelaną, zaczęli zamawiać u Japończyków niebiesko-białą porcelanę w stylu Kraak, która miała wypełnić powstałą na rynku lukę. Zapiski Holenderskiej Kompanii Wschodnioindyjskiej po raz pierwszy wspominają o eksporcie kobaltu do Japonii w 1650, zaś pierwszy statek z japońską porcelaną przeznaczoną na rynek europejski opuścił Nagasaki w 1653. Był to początek krótkiego, ale ogólnoświatowego zagranicznego handlu japońską porcelaną, ponieważ Holendrzy sprzedawali ją nie tylko w Europie, ale również w Indiach, Iranie, Sri Lance, Syjamie, Wietnamie i innych częściach Azji Południowo–Wschodniej. W sumie Japonia eksportowała wówczas ogromne ilości niebiesko-białej porcelany (z reguły bardzo pośledniej jakości) i by sprostać zapotrzebowaniu w regionie Arita powstawały kolejne piece. Do najbardziej charakterystycznych naczyń eksportowanych z Japonii w drugiej połowie XVII wieku zalicza się butelki apteczne oraz talerze z monogramem Kompanii Wschodnioindyjskiej (VOC, od Verenigde Oostindische Compagnie). Wytwarzano również wysokie, cylindryczne wazy (znane jako rolwagen) oraz dzbany i kufle. W tym okresie wpływy koreańskie osłabły i wszystkie te naczynia były dekorowane przy użyciu motywów zaczerpniętych z chińskiej niebiesko-białej porcelany.
Przywrócenie działania pieców w Chinach w latach 80. XVII wieku doprowadziło do upadku przemysłu ceramicznego w Japonii. Holendrzy znowu zaczęli zaopatrywać się w Chinach, które były lepiej przygotowane do dostarczania taniej ceramiki w dużych ilościach. Jednocześnie w Japonii coraz popularniejsza stawała się wielobarwna porcelana w stylu Kakiemon, wytwarzana w Arita od lat 40. XVII wieku. Niemniej w XVIII i XIX wieku nadal produkowano pewną ilość niebiesko-białej porcelany, w szczególności w stylu Hirado. Porcelana Imari wywarła duży wpływ zarówno na formę, jak i dekorację XVIII-wiecznej ceramiki europejskiej.

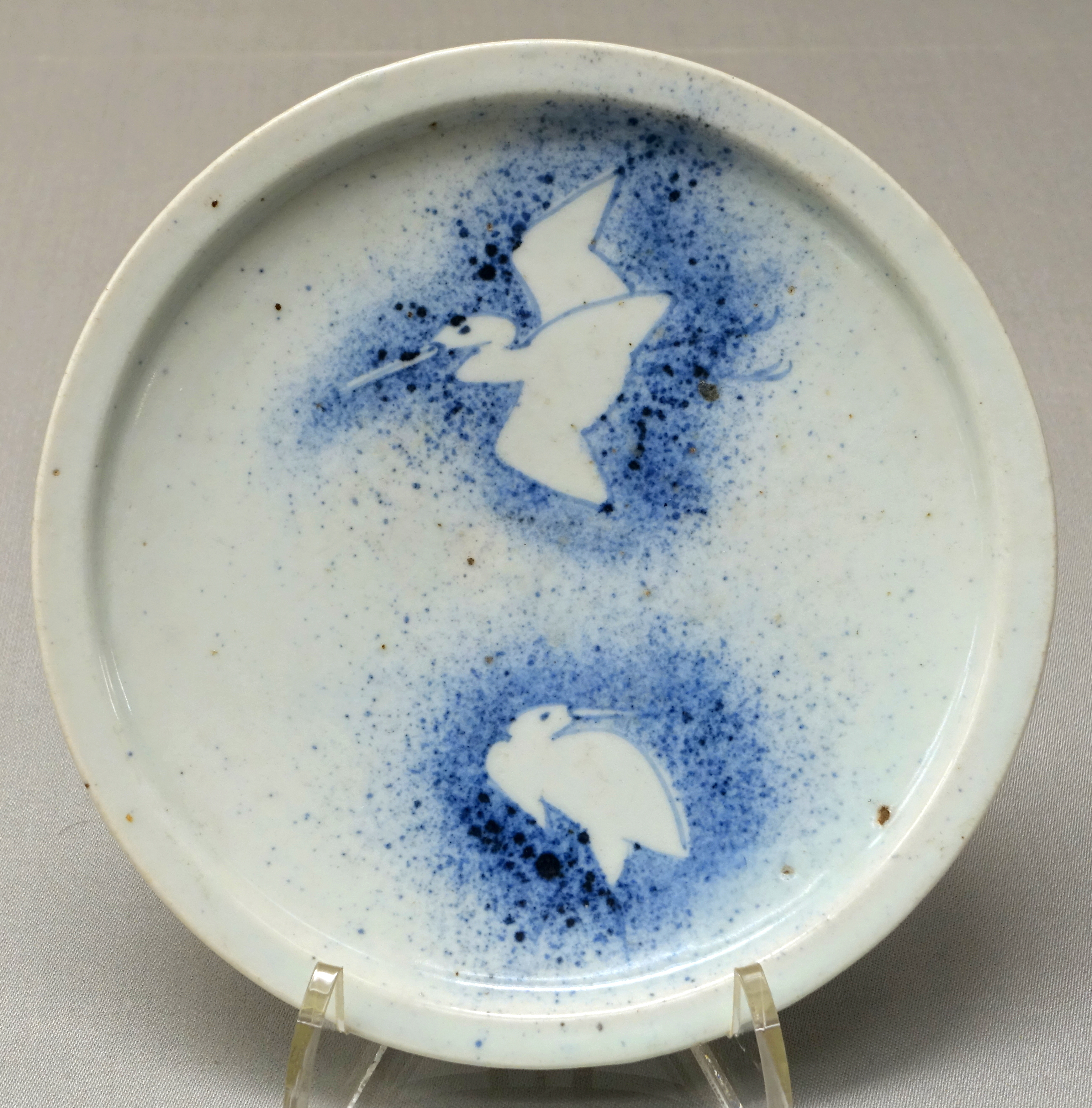
Talerz z białymi czaplami. Wczesna porcelana Imari (Shoki Imari), początek XVII wieku. Muzeum Narodowe w Tokio
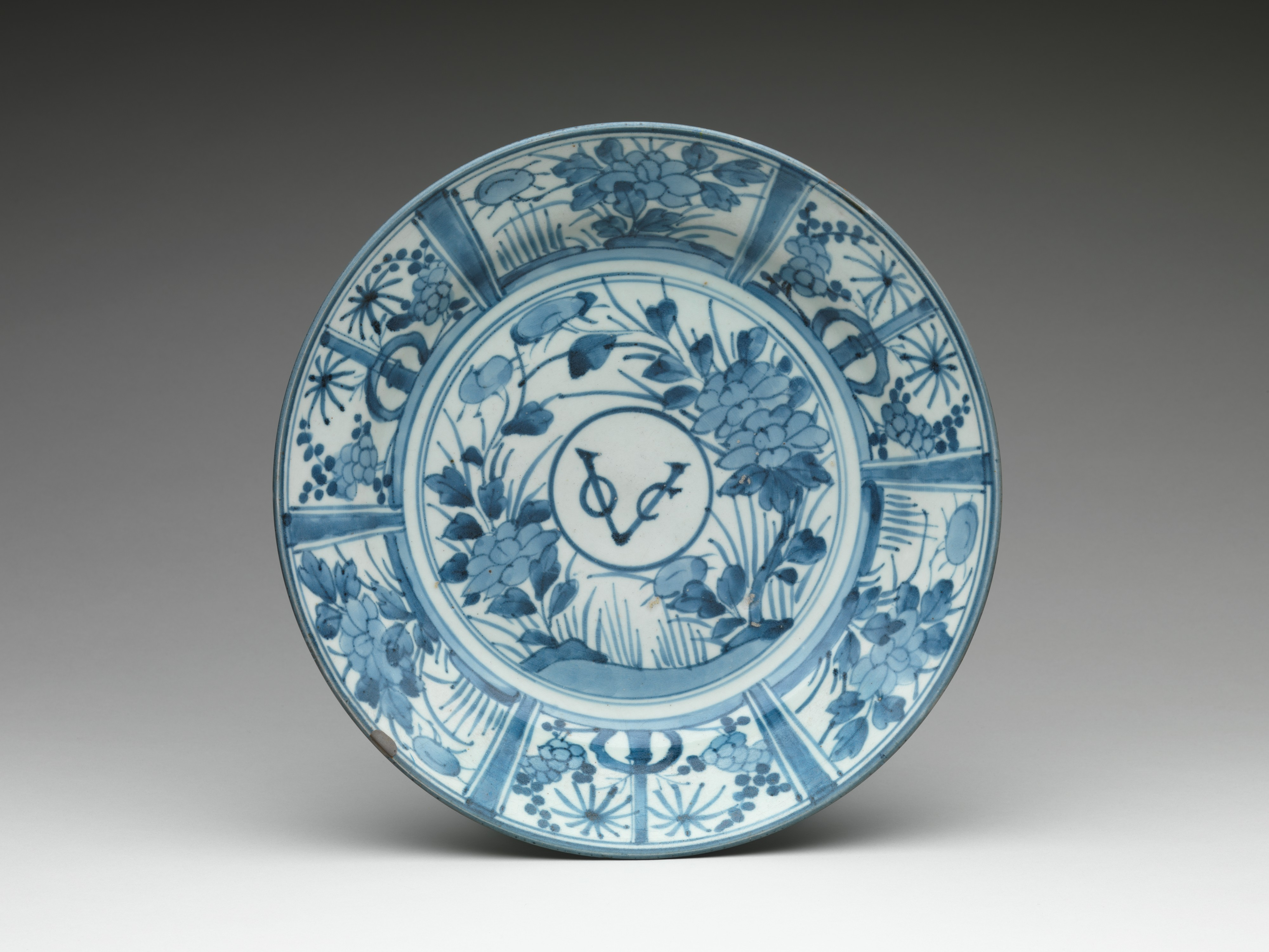
Talerz w stylu Kraak z monogramem Holenderskiej Kompanii Wschodnioindyjskiej. Porcelana malowane podszkliwnie. Arita, ok. 1660. Metropolitan Museum of Art
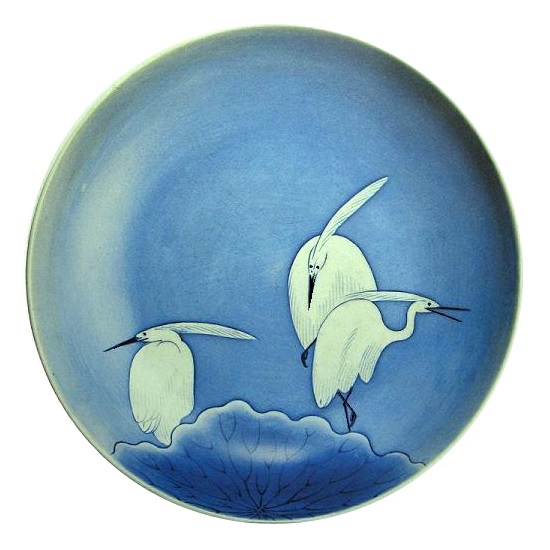
Talerz w stylu Nabeshima, 1690–1710. Porcelana malowana podszkliwnie. Muzeum Ceramiki Kyushu
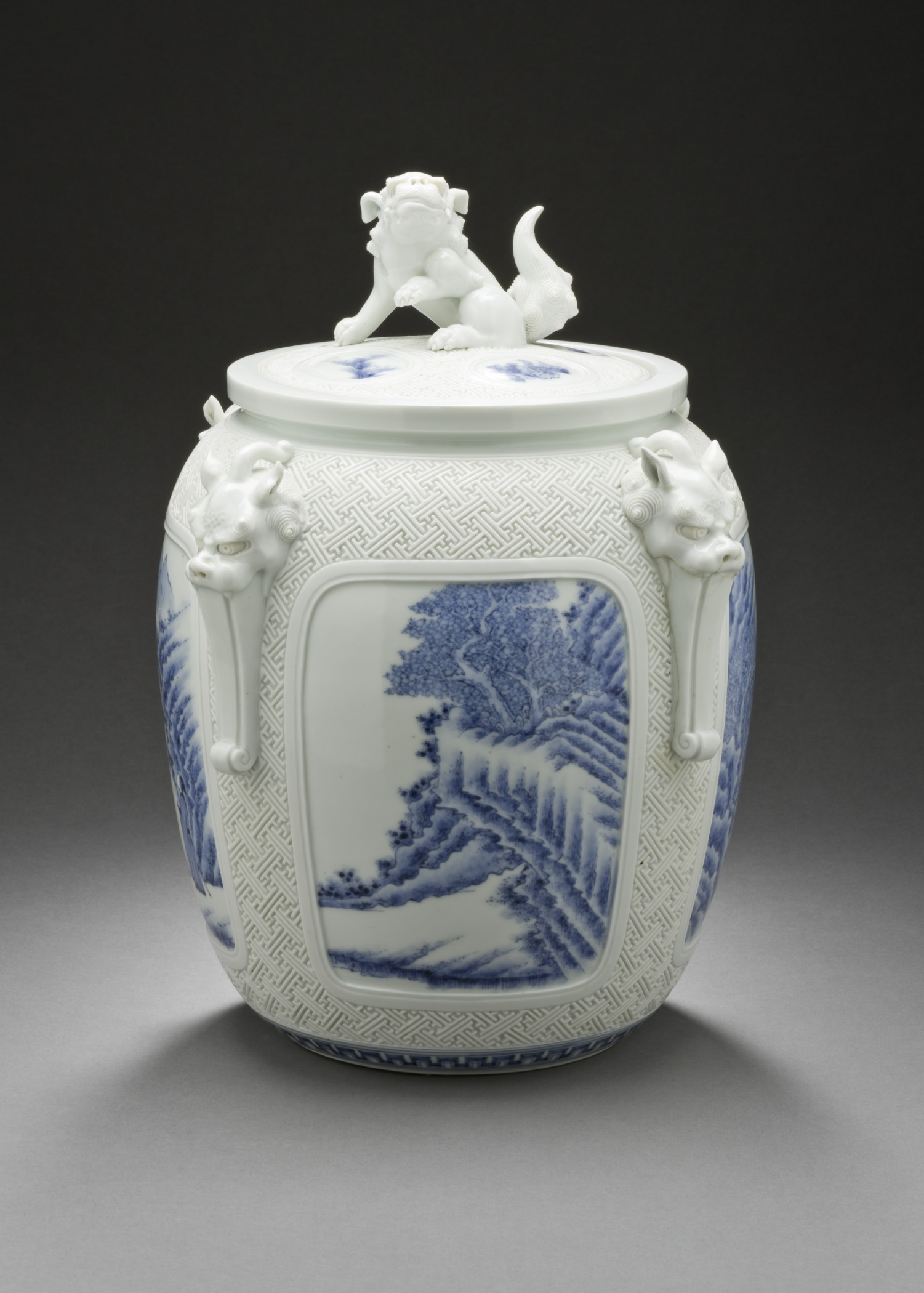
Naczynie na wodę (mizusashi) w stylu Hirado. Przełom XVIII i XIX w. Porcelana malowana podszkliwnie. Los Angeles County Museum of Art

### Wietnam

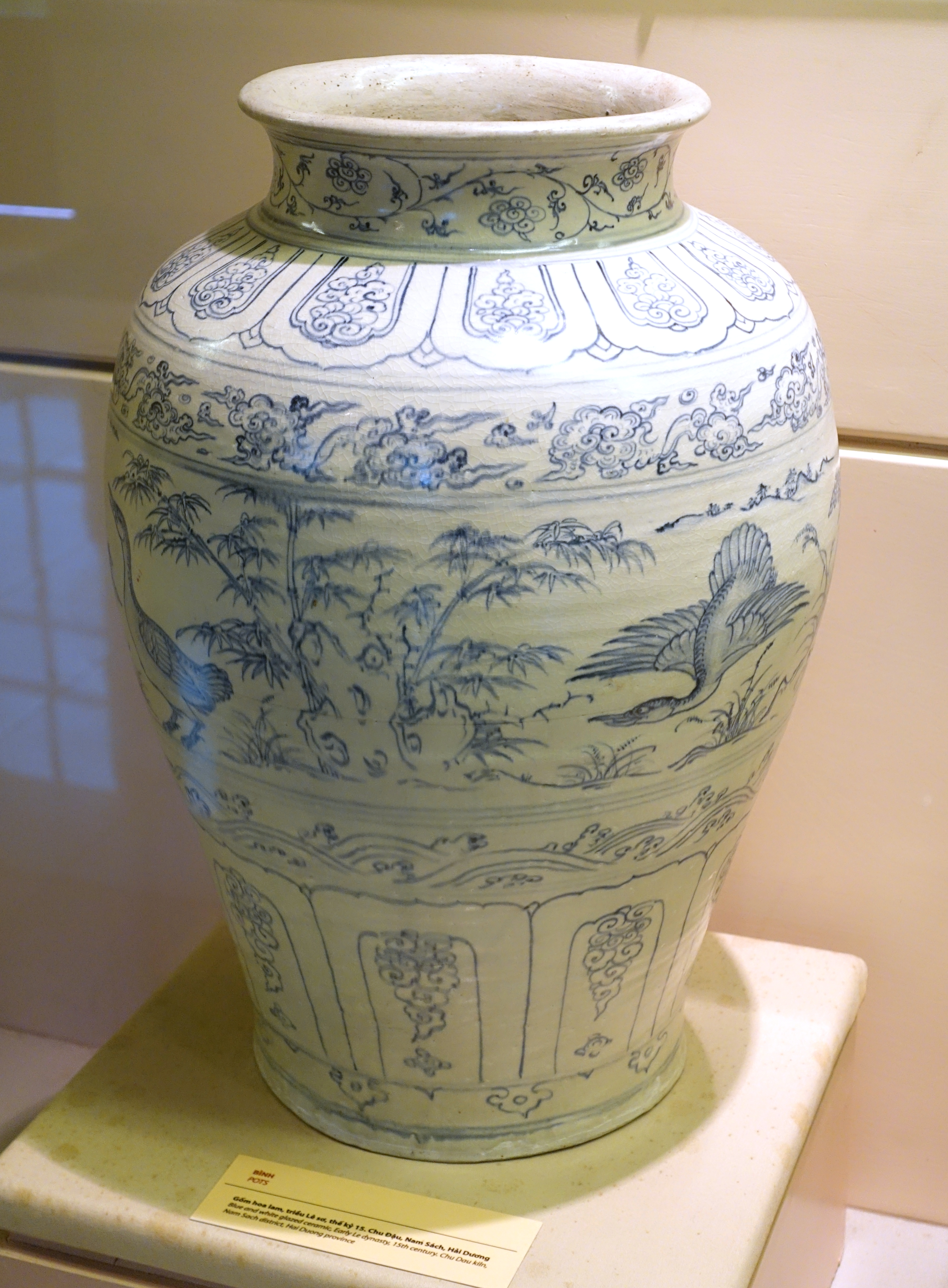
Dzban z łabędziami. Skarb Narodowy Wietnamu. Chu Đậu, XV wiek. Narodowe Muzeum Historii Wietnamu

Produkcja niebiesko-białej ceramiki w Wietnamie rozpoczęła się prawdopodobnie w drugiej połowie XIV wieku. Początkowo dekoracja tych naczyń była podobna do wcześniejszej ceramiki, dekorowanej tlenkiem żelaza. W połowie XV wieku, kiedy dynastia Ming wprowadziła ograniczenia dla prywatnego handlu ceramiką (zobacz Zhu Qizhen, sekcja „Kultura i sztuka”) wietnamscy wytwórcy skorzystali z okazji i opanowali opuszczoną przez Chińczyków część rynku. Doszło wówczas do prawdziwej twórczej eksplozji, objawiającej się w nowych formach i dekoracji naczyń, opierających się na wzorach chińskich. To z tego okresu pochodzi butla w pałacu Topkapi z inskrypcją wskazującą rok 1450 jako moment jej wytworzenia, która posłużyła do datowania innej ceramiki z tej epoki.
Butla z Topkapi została wypalona w piecach w Chu Đậu, które znajdowały się w pobliżu Nam Sách w dzisiejszej prowincji Hải Dương i były wówczas najważniejszym centrum produkcyjnym wietnamskiej ceramiki. Chociaż docierała ona wówczas nawet do Imperium Osmańskiego, jak również innych krajów Azji Zachodniej czy Japonii, to większość jej nabywców znajdowała się w Azji Południowo–Wschodniej. W basenie Rzeki Czerwonej materiały pozwalające na produkcję porcelany były niedostępne, stąd pochodząca z tego regionu niebiesko-biała ceramika miała postać wyjątkowo czystej kamionki. Biała glazura początkowo miała odcień lekko niebieskawy, szarawy lub kości słoniowej. Później stała się ona czysta i lśniąca, ale zależnie od naczynia mogła wydawać się biała, niebieskawo-biała lub mętna, ponieważ była nakładana na wierzchnią warstwę angoby. Artystyczne apogeum tej ceramiki przypada na połowę XV stulecia. Wytwarzano wiele rodzajów naczyń, ale za najbardziej typowy można uznać duży półmisek o szerokiej podstawie. Centralny wzór często miał postać rozchylonych chryzantem. Poza tym stosowano wiele innych motywów kwiatowych i roślinnych zaczerpniętych z Chin. Czasami niebiesko-biała paleta barw była łączona z czerwoną, żółtą lub zieloną emalią. Wyjątkowa grupa niebiesko-białych kafli powstała w XV wieku dla królestwa Madżapahit.
Produkcja niebiesko-białej ceramiki była kontynuowana w XVI stuleciu, przy czym pojawiły się nowe formy naczyń, które zaczęto dekorować za pomocą krajobrazów przedstawiających ludzi i zwierzęta. W następnym stuleciu wytwórstwo niebiesko-białej ceramiki zaczęło chylić się ku upadkowi, co było spowodowane głównie konkurencją masowo produkowanej ceramiki chińskiej o wyższej jakości. Pogorszeniu uległ zarówno poziom techniczny, jak i dekoracja wietnamskiej ceramiki. W XIX stuleciu pojawiła się ceramika bleu de Hue, charakteryzująca się mniejszymi rozmiarami i delikatniejszym wzornictwem. Reprezentatywne w jej przypadku są naczynia do picia herbaty i niewielkie talerze dekorowane krajobrazami, a często również napisanymi wietnamskim alfabetem wierszami. Współczesne piece produkujące niebiesko-białą ceramikę o użytkowym charakterze znajdują się w Bát Tràng w południowym Wietnamie.

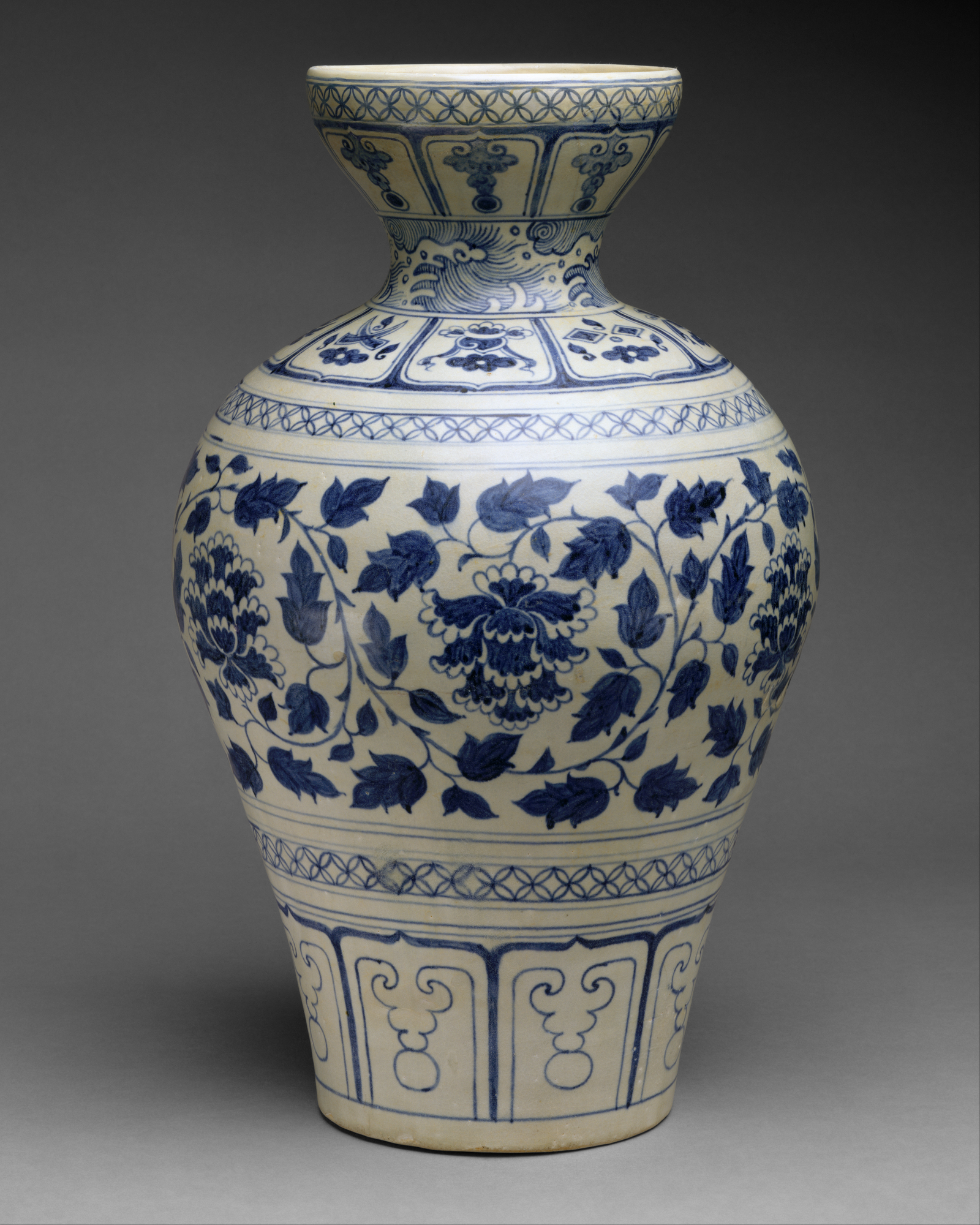
Waza typu meiping. Kamionka malowana podszkliwnie. XIV wiek. Metropolitan Museum of Art
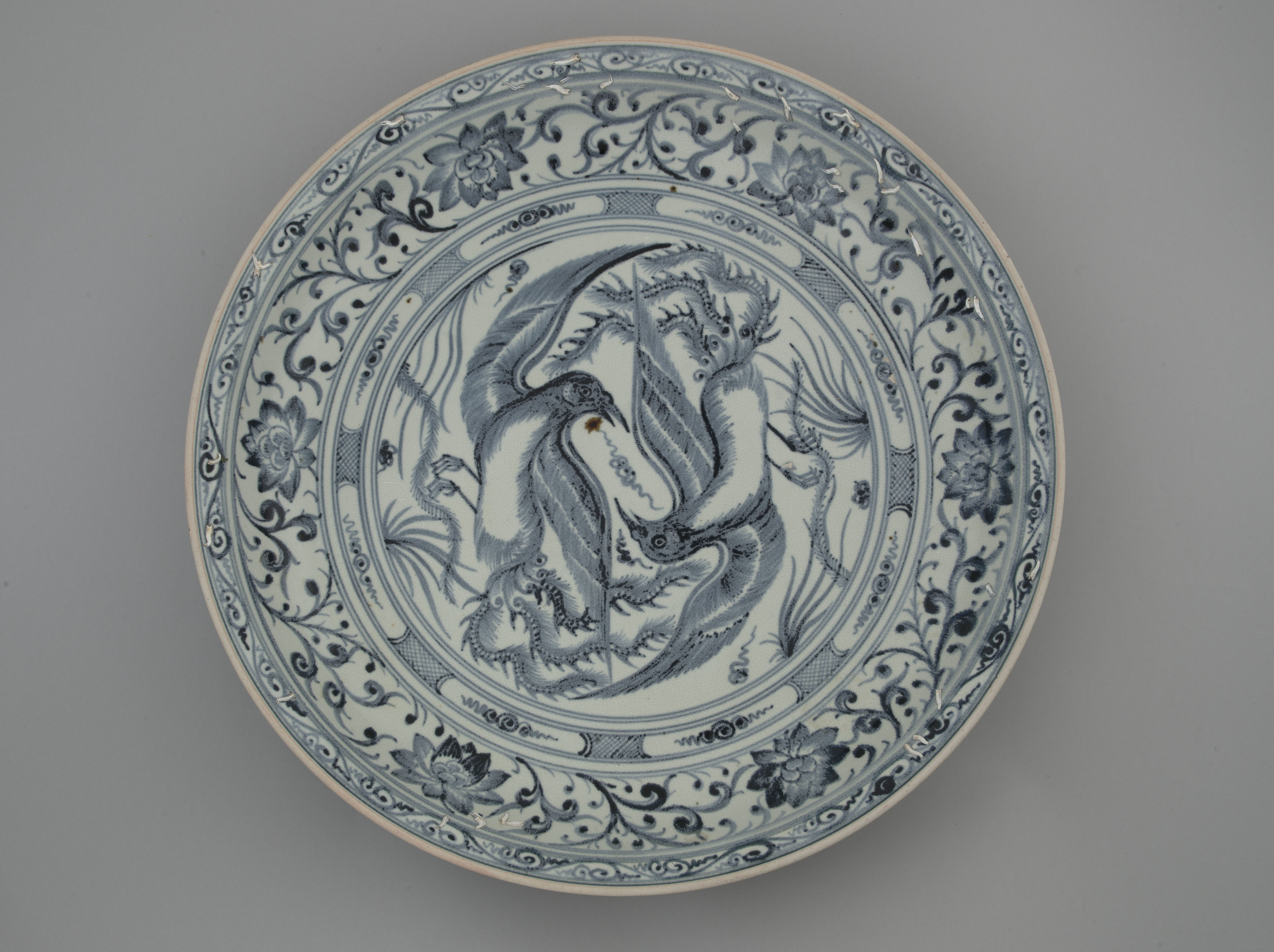
Półmisek z feniksami. Kamionka malowana podszkliwnie. Chu Đậu, ok. 1450. Musée Cernuschi
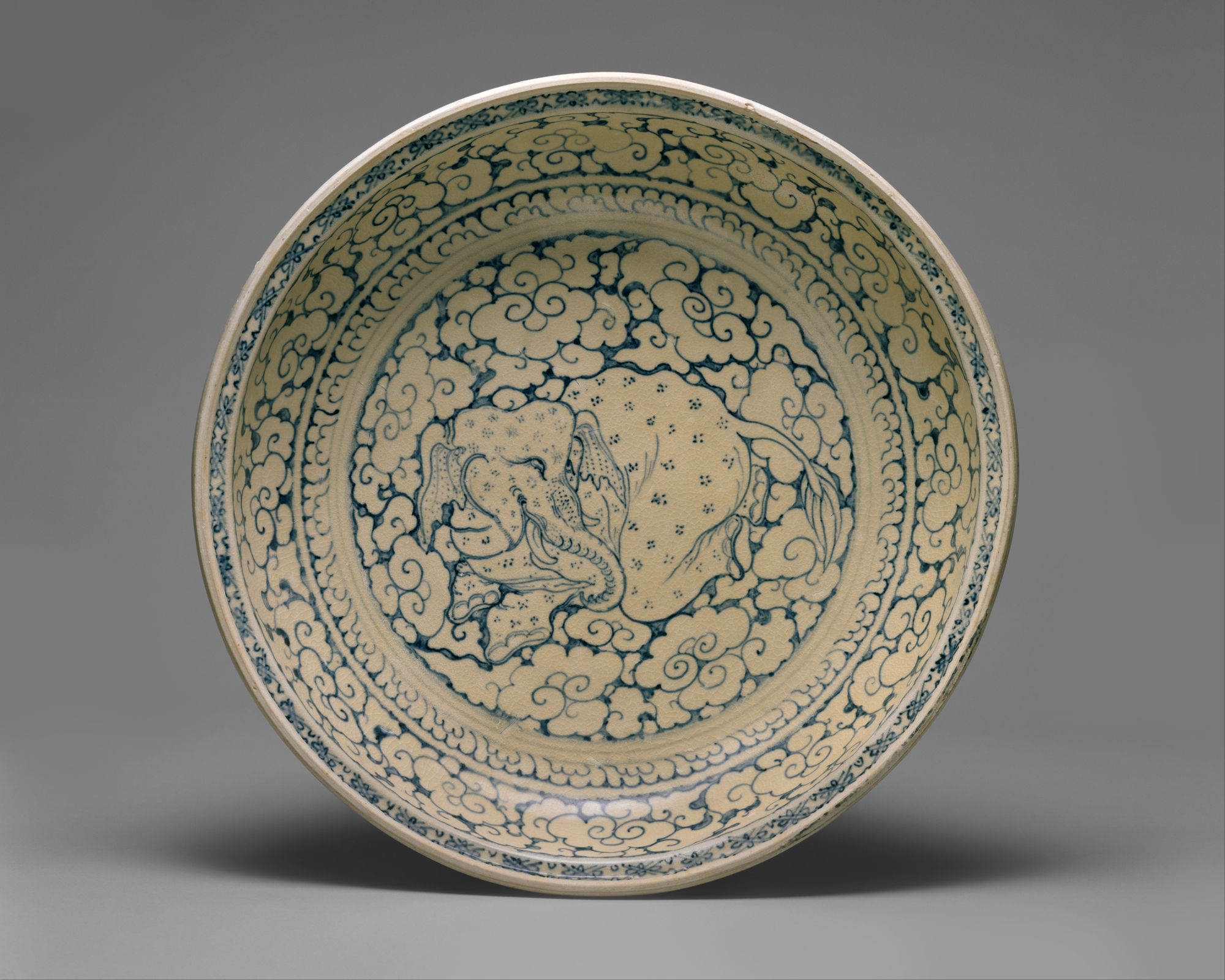
Półmisek z leżącym słoniem otoczonym przez chmury. Kamionka malowana podszkliwnie. XV–XVI w. Metropolitan Museum of Art
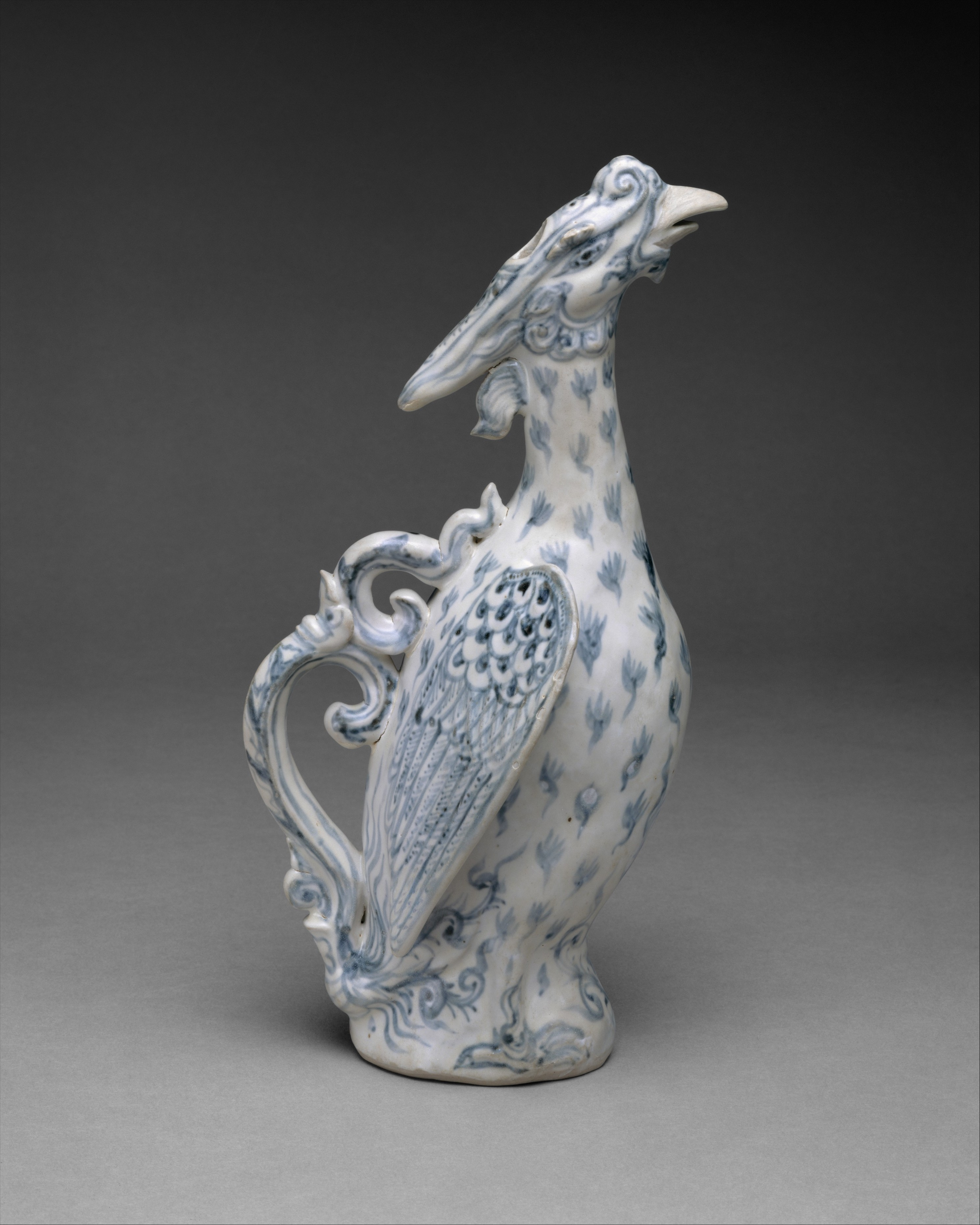
Dzban w formie feniksa. Kamionka malowana podszkliwnie. XV–XVI w. Metropolitan Museum of Art

## Europa

### Włochy

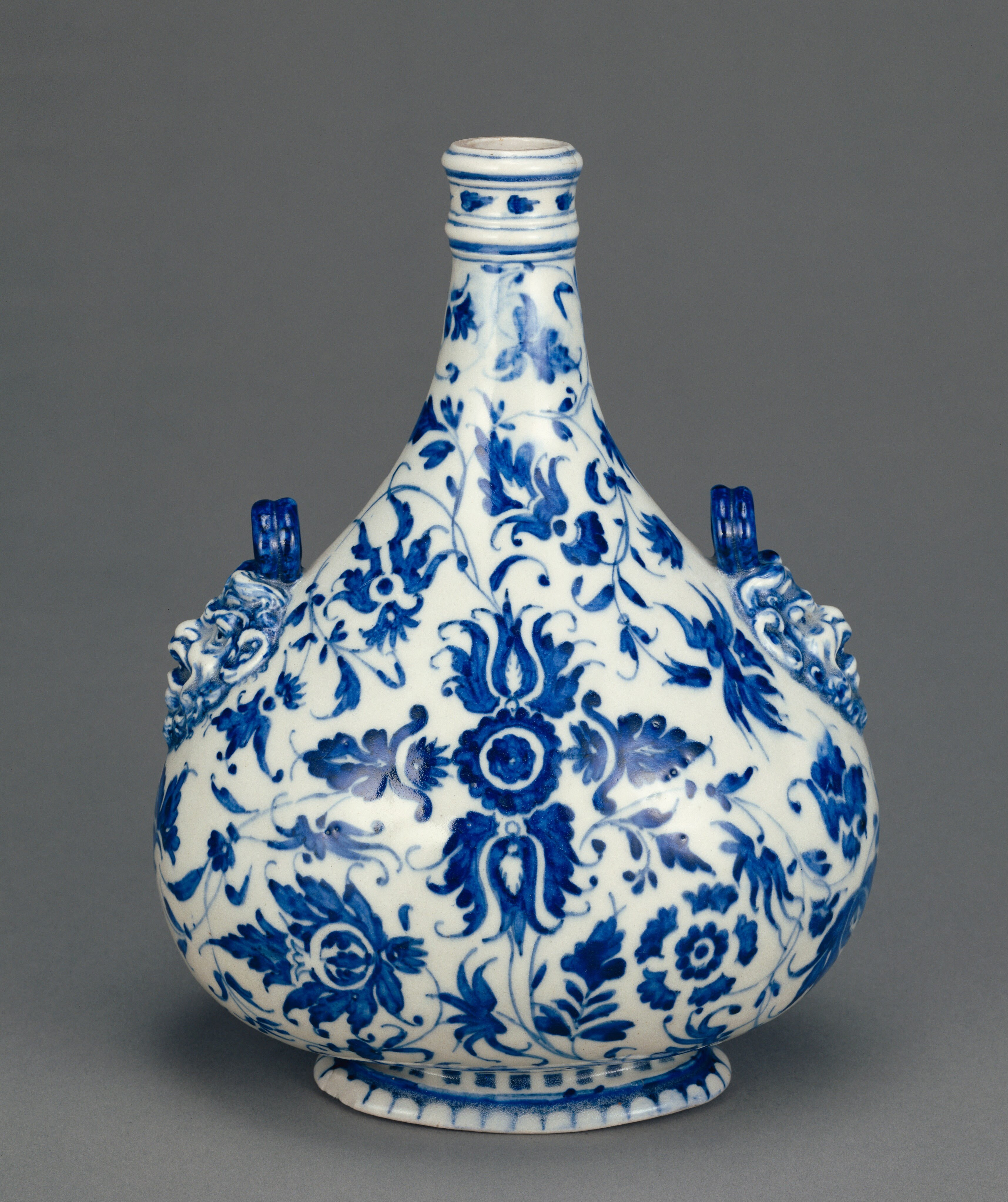
Butla pielgrzyma. Porcelana miękka malowana podszkliwnie. Florencja, lata 80. XVI wieku. J. Paul Getty Museum

Pierwsza niebiesko-biała ceramika pojawiła się w Europie wraz z Arabami, którzy podbili Hiszpanię. Do istotnego rozwoju jej miejscowej produkcji doszło jednak dopiero po zetknięciu się Europejczyków z niebiesko-białą porcelaną z Chin. To Włochy, które poprzez Wenecję prowadziły handel towarami luksusowymi z Azji, stały się miejscem gdzie chińska porcelana po raz pierwszy pojawiła się na europejskim kontynencie. W 1461 sułtan Mameluków podarował dwadzieścia sztuk niebiesko-białej porcelany doży Pasqualowi Malipiero, zaś później jeszcze więcej Wawrzyńcowi Wspaniałemu z Florencji. Pod patronatem Franciszka I Medyceusza (1574–1587) podjęto pierwszą europejską próbę imitacji chińskiej porcelany, która została później nazwana porcelaną medycejską. Był to rodzaj miękkiej porcelany, który powstał przy użyciu gliny z okolic Vicenzy, zawierającej nieco kaolinu. Do dziś przetrwało jedynie 57 sztuk tej porcelany, każda dekorowana za pomocą niebieskich krętych łodyg i zwiniętych liści przypominających ornamenty stosowane na chińskiej porcelanie z XV i XVI stulecia. Podobne motywy dekoracyjne były również używane na włoskiej majolice w stylu znanym jako alla porcellana. Pod koniec XVI wieku włoscy garncarze rozprzestrzenili technikę produkcji majoliki, wraz z niebiesko-białą paletą barw, na inne kraje kontynentu.

### Portugalia, Hiszpania i Meksyk

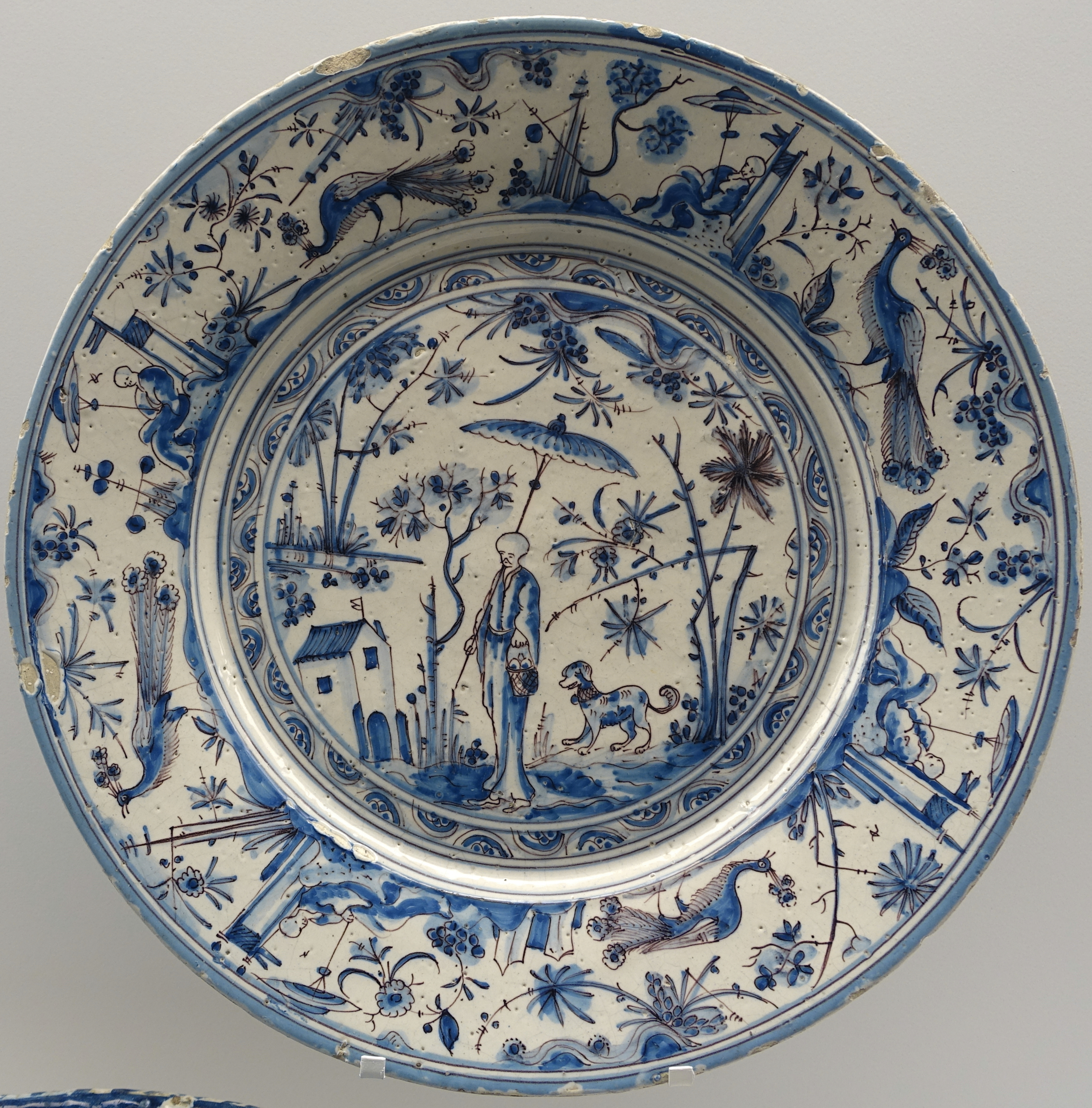
Półmisek naśladujący chińską porcelanę. Lizbona, 1650–1675. Muzeum Narodowe im. Machado de Castro

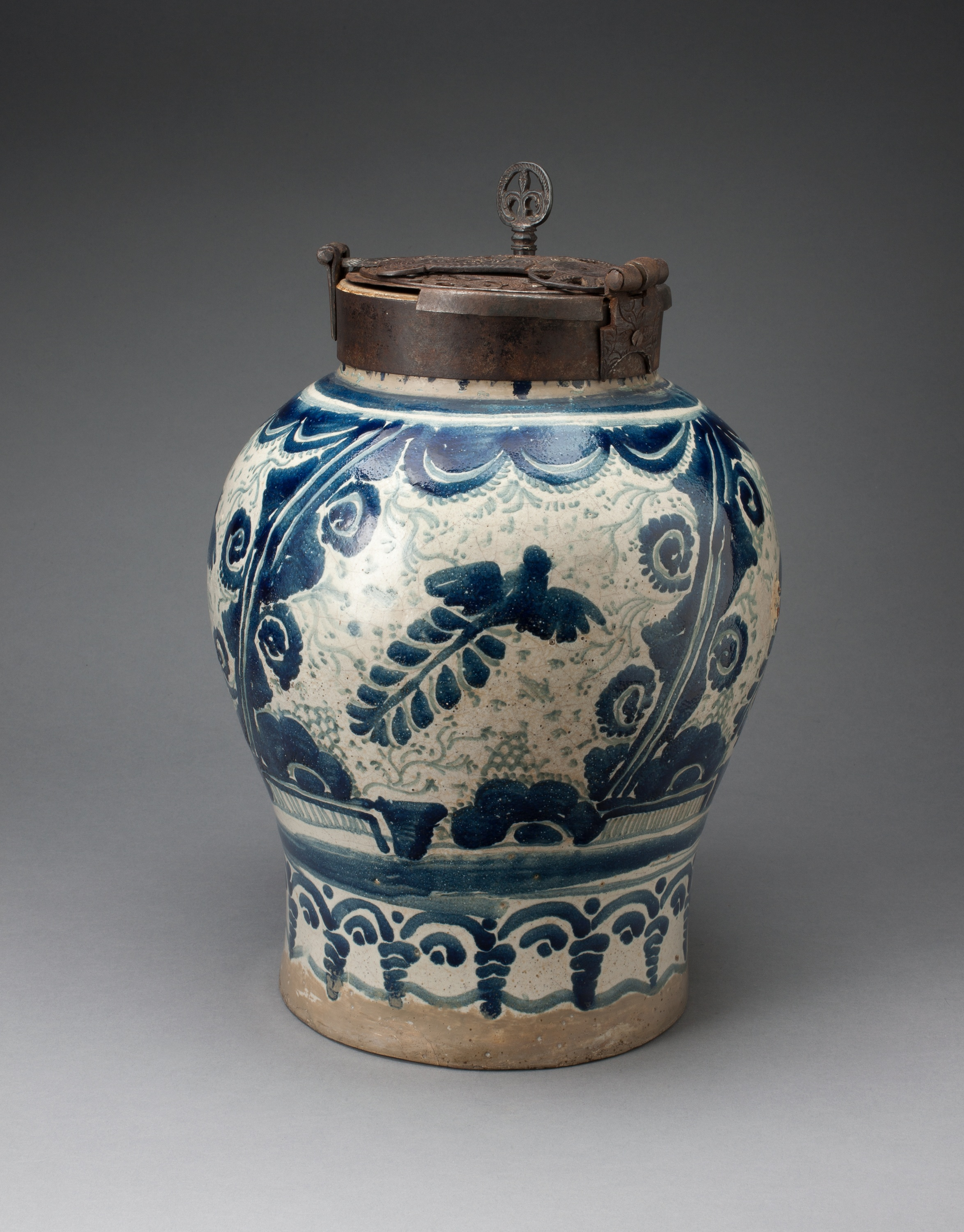
Dzban na czekoladę z żelazną przykrywką. Puebla, Meksyk, 1725-1775. Art Institute of Chicago

Portugalczycy byli pierwszymi Europejczykami, którzy nawiązali bezpośrednie kontakty z Chinami i zaczęli stamtąd sprowadzać niebiesko-białą porcelanę. Począwszy od lat 20. XVI wieku rocznie importowano z Chin 40 do 60 tys. sztuk porcelany (wiele z nich re-esportowano do Niderlandów) i wpływ tego importu na miejscową wytwórczość ceramiczną stał się szybko odczuwalny, chociaż portugalska ceramika niebiesko-biała jest dobrze udokumentowana dopiero od lat 80. XVI stulecia. W tym czasie podczas produkcji lokalnej glazurowanej cyną ceramiki naśladowano naczynia w stylu Kraak, ale nawet one zdradzały nieusuwalne wpływy tradycji muzułmańskiej, włoskiej, hiszpańskiej i flamandzkiej. Na początku próbowano dosłownie imitować chińskie oryginały, ale w latach 50. XVII stulecia styl stał się bardziej europejski, by w latach 80. zachować jedynie najbardziej zawoalowane odniesienia do Chin. Niebieska dekoracja była używana raczej w przypadku takich europejskich naczyń jak albarello, niż form chińskich.
Chociaż w latach 1580 do 1640 Hiszpania i Portugalia były rządzone przez wspólnego monarchę, to istniały w nich odrębne od siebie tradycje ceramiczne. Niebiesko-biała ceramika w Hiszpanii nie była tak wpływowa jak w Portugalii. Jej początki sięgały niebiesko-białych naczyń glazurowanych cyną wytwarzanych przez Arabów, których państwa niegdyś zajmowały większość Półwyspu Iberyjskiego (zobacz Al-Andalus). Imitacje niebiesko-białej porcelany zdarzały się pośród ceramiki Talavera de la Reina i Puente del Arzobispo. Znajome wzory późnej epoki Ming, w szczególności z naczyń w stylu Kraak, były ulubionymi motywami dekoracyjnymi. Na przełomie XVII i XVIII wieku te wzory zostały jednak zastąpione dekoracją wielobarwną.
Meksykańska ceramika glazurowana cyną odzwierciedla wpływ hiszpańskiego podboju i handlu z Chinami. Hiszpańskie galeony z ładunkiem z Chin żeglowały z Manili na Filipinach do Acapulco na wybrzeżu Pacyfiku. Następnie naczynia były przewożone przez Meksyk do miejscowych puebla (miast), a później do Veracruz nad Zatoką Meksykańską, skąd były wysyłane przez Atlantyk do Sewilli. Pojawienie się chińskiej niebiesko-białej porcelany w Puebla wywarło nieodwracalny wpływ na lokalne garncarstwo i doprowadziło do powstania pełnej witalności meksykańskiej wersji niebiesko-białej ceramiki. W latach 1550 do 1570 garncarze z meksykańskich puebla byli szkoleni przez garncarzy-zakonników w wytwarzaniu naczyń w stylu Talavera de la Reina – meksykańska ceramika w tym stylu jest znana jako Talavera de Puebla. Zgodnie z Ordenanzas z 1653 „przy produkcji naczyń stołowych ich kolorystyka powinna imitować naczynia chińskie, mocno niebieskie, wykończone w tym samym stylu i z niebieskim reliefem, zaś ceramika w tym stylu powinna być opatrywana czarnymi kropkami oraz tłem w różnych kolorach”. Specjalnością garncarzy z puebla były duże niebiesko-białe dzbany w chińskim stylu dekorowane krajobrazami, ptakami, jeleniami lub kwiatami malowanymi w żywiołowym stylu.

### Holandia

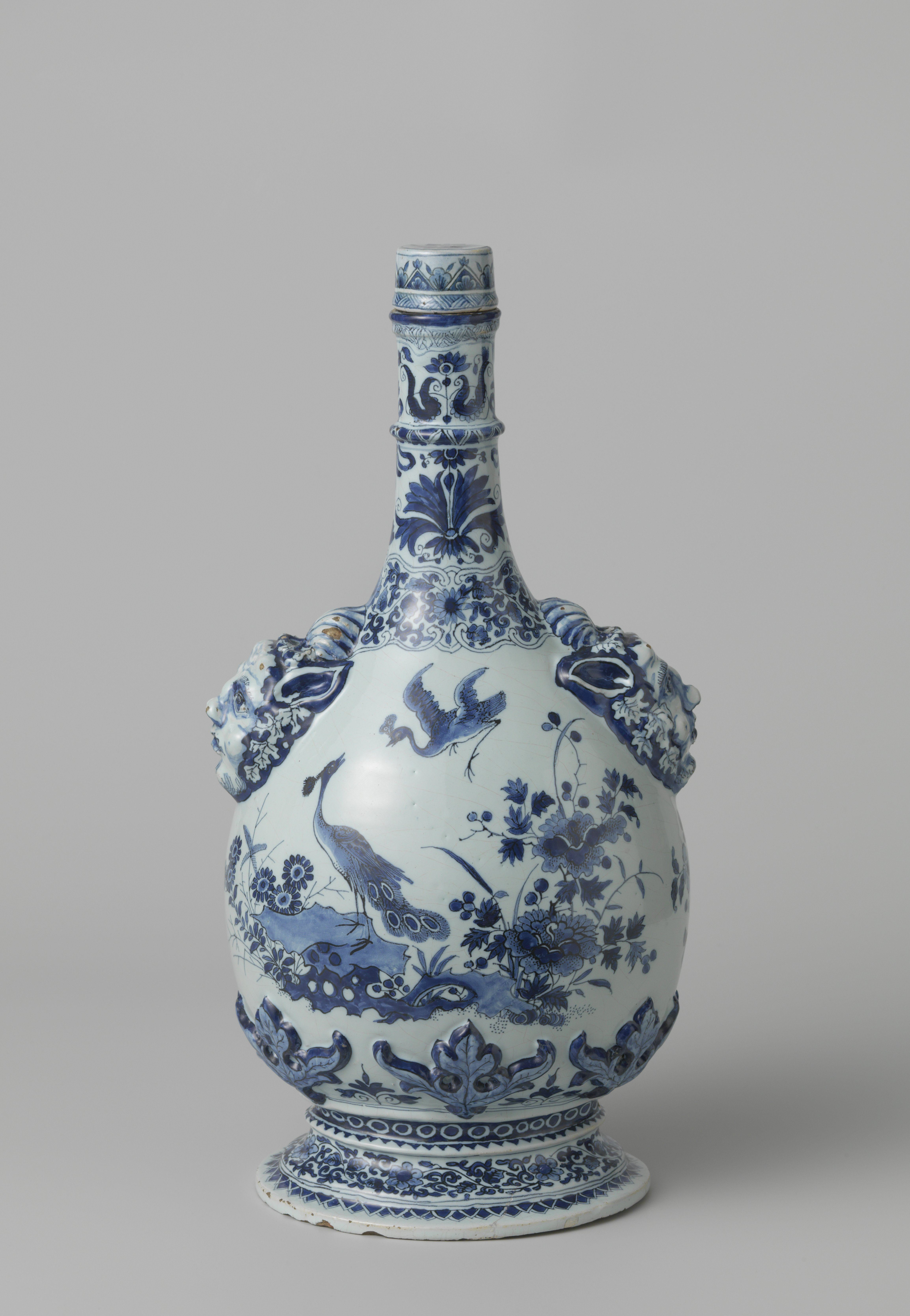
Butla pielgrzyma dekorowana na modłę chińską. Fajans malowany podszkliwnie. Delft, ok. 1680–1685. Rijksmuseum

W 1602 Holendrzy ustanowili Kompanię Wschodnioindyjską, co było reakcją na zamknięcie przed nimi Lizbony przez Filipa II (1558–1598). Jeszcze w tym samym roku zdobyli dwa portugalskie statki z ładunkiem mniej więcej dwustu tysięcy sztuk porcelany w stylu Kraak. W 1609 uzyskali pozwolenie na założenie faktorii handlowej w Hirado w Japonii i w lipcu 1610 do Holandii przybył pierwszy statek wiozący chińską niebiesko-białą porcelanę, wcześniej przywożoną przez statki Portugalczyków. W 1636 sprowadzono dwieście pięćdziesiąt dziewięć tysięcy naczyń w stylu Kraak i Holandię ogarnęła moda na niebiesko-białą ceramikę.
Pod koniec XVI wieku w mieście Delft, które niegdyś słynęło ze swoich browarów, zaczęto w miejsce podupadającej produkcji piwa rozwijać wytwórstwo majoliki. W reakcji na pojawienie się w Holandii chińskiej porcelany w mieście powstały dwa zakłady ceramiczne, Porceleyne Schotel (1616) i Porceleyne Lampetkan (1627), które miały produkować fajans, nazywany wówczas „Hollands Porceleyn”. Wkrótce miasto stało się najważniejszym centrum produkcji fajansu w Holandii, przy czym wytwarzano go w takich ilościach, iż nazwa miasta została utożsamiona z jego najsłynniejszym produktem (zobacz Fajanse z Delftu). Do rozkwitu przemysłu ceramicznego w Delft przyczyniła się zwłaszcza przerwa w dostawach chińskiej porcelany spowodowana upadkiem dynastii Ming (zobacz powyżej), co pozwoliło na budowę kolejnych fabryk produkujących niebiesko-biały fajans. Początkowo bezpośrednio naśladowano wzory chińskie i dopiero później wprowadzono holenderskie motywy dekoracyjne. Naczynia były pokrywane ołowianą glazurą by bardziej przypominać wykończenie chińskiej porcelany. Półmiski, talerze, dzbany i kafle były malowane kobaltem w stylu chińskim. W latach 1634 do 1668, kiedy Japończycy nie mogli importować innej obcej ceramiki na skutek zakazów, Holenderska Kompania Wschodnioindyjska zamawiała w Delft naczynia do ceremonii picia herbaty. W Japonii odnaleziono niewielkie naczynia o nieregularnym kształcie, nazywane mukozuke, wyprodukowane w Delft i dekorowane przez Frederika van Frytoma (zm. 1702).
W latach 80. XVII wieku, pod wpływem sprowadzanej z Japonii porcelany Kakiemon, w Delft zaczęto eksperymentować z kolorowymi naczyniami. Później produkowano również ceramikę imitująca porcelanę Imari oraz chińską porcelanę dekorowaną w paletach famille verte oraz famille rose. Wpływ niebiesko-białej ceramiki z Delft jest szczególnie widoczny w naczyniach produkowanych w manufakturach założonych lub obsługiwanych przez byłych pracowników tutejszych zakładów, które powstały w Hanau (1661), Frankfurcie nad Menem (1666), Saint-Cloud (1667/68), Lambeth, Londynie (1671) i Berlinie (1678).

### Niemcy

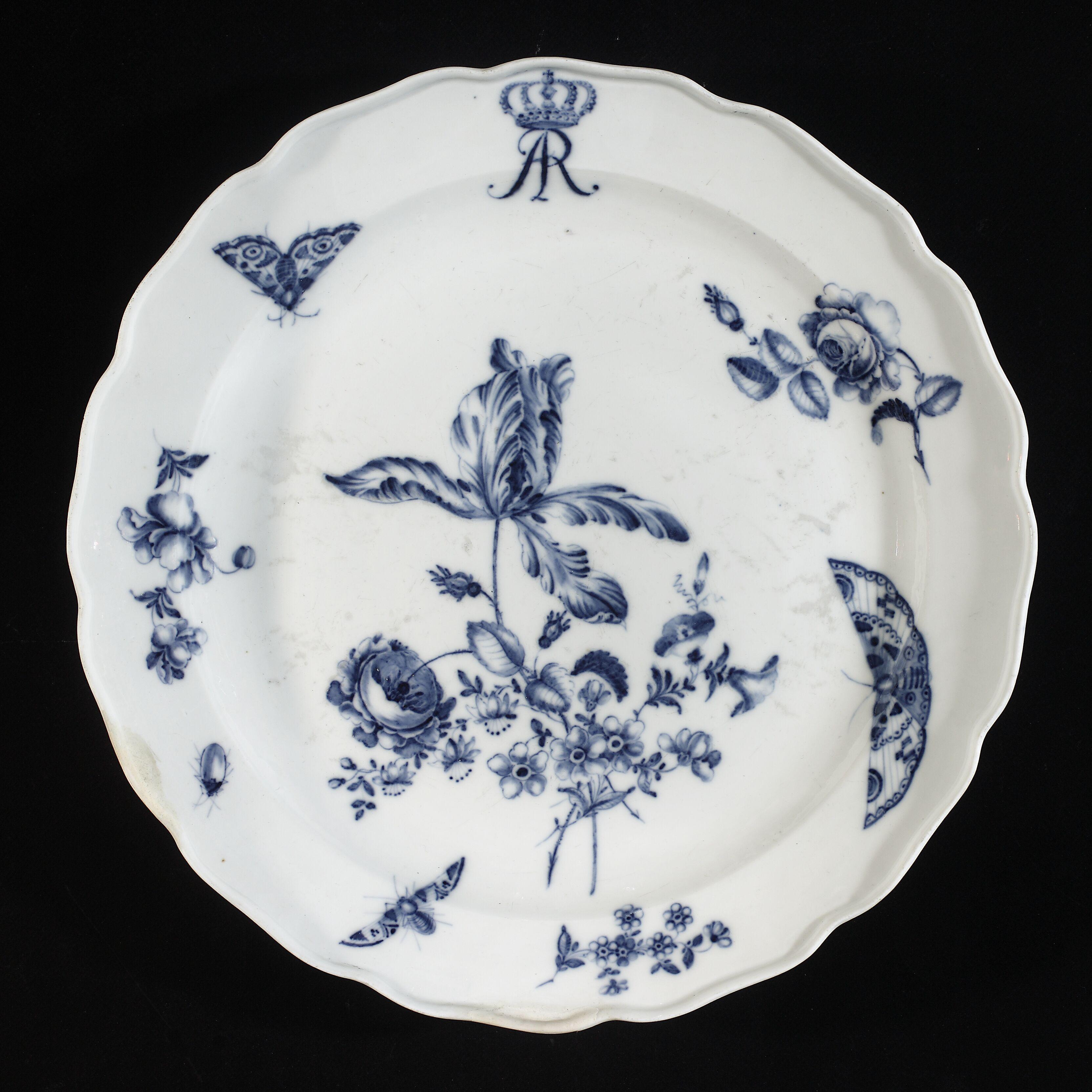
Półmisek z serwisu Augusta III (1733-1763) na Zamek Królewski w Warszawie, dekorowany motywem niemieckich kwiatów (Deutsche Blumen). Porcelana malowana podszkliwnie. Miśnia, ok. 1750-55. Muzeum Narodowe w Warszawie

W drugiej połowie XVII wieku w Hamburgu, Frankfurcie nad Menem i Hanau powstały wytwórnie ceramiki glazurowanej cyną, która miała konkurować z naczyniami importowanymi z Holandii. Pierwsza manufaktura zeszklonej ceramiki powstała w 1666 we Frankfurcie nad Menem, po czym uruchomiono kolejne zakłady, których wytwórczość pozostawała pod wpływem niebiesko-białej chińskiej porcelany, bezpośrednio albo za pośrednictwem ceramiki z Delft (zobacz powyżej). Tak samo jak w przypadku Delft, również w Niemczech naczynia były pokrywane ołowianą glazurą.
W roku 1709 działający pod patronatem Elektora Saksonii Augusta II (1694-1733) Johann Friedrich Böttger ogłosił publicznie uzyskanie receptury produkcji porcelany i rok później w Miśni powołano pierwszą europejską manufakturę porcelany (zobacz Porcelana miśnieńska). Chociaż w Saksonii znajdowały się bogate złoża rud kobaltu, to najwcześniejszą dekorację w Miśni wykonywano barwnymi emaliami nawiązującym do zdobnictwa dalekowschodniego. Metodę dekorowania białej porcelany podszkliwnym błękitem opracowano w marcu 1720, ale pierwsze rezultaty nie były zbyt zadowalające. Pierwszy naprawdę dobry błękit osiągnięto dopiero w 1725 i jakieś dziesięć lat później wprowadzono tzw. wzór cebulowy (niem Zweibelmuster), najbardziej kojarzony z miśnieńską porcelaną, w rzeczywistości przedstawiający owoce granatu, pędy bambusa i stylizowane kwiaty piwonii w błękicie podszkliwnym (owoc granatu nie był znany w ówczesnej Europie, a że przypominał cebulę, wzór ten nazywano cebulowym). Ten rodzaj dekoracji pozostał popularny aż do końca XX wieku. Od ok. 1740 naczynia zaczęto zdobić motywem rodzimych kwiatów (niem. Deutsche Blumen), przy czym nieco później zaczęły im towarzyszyć cienie i owady. Także ten wzór był czasem wykonywany w błękicie kobaltowym.

### Francja

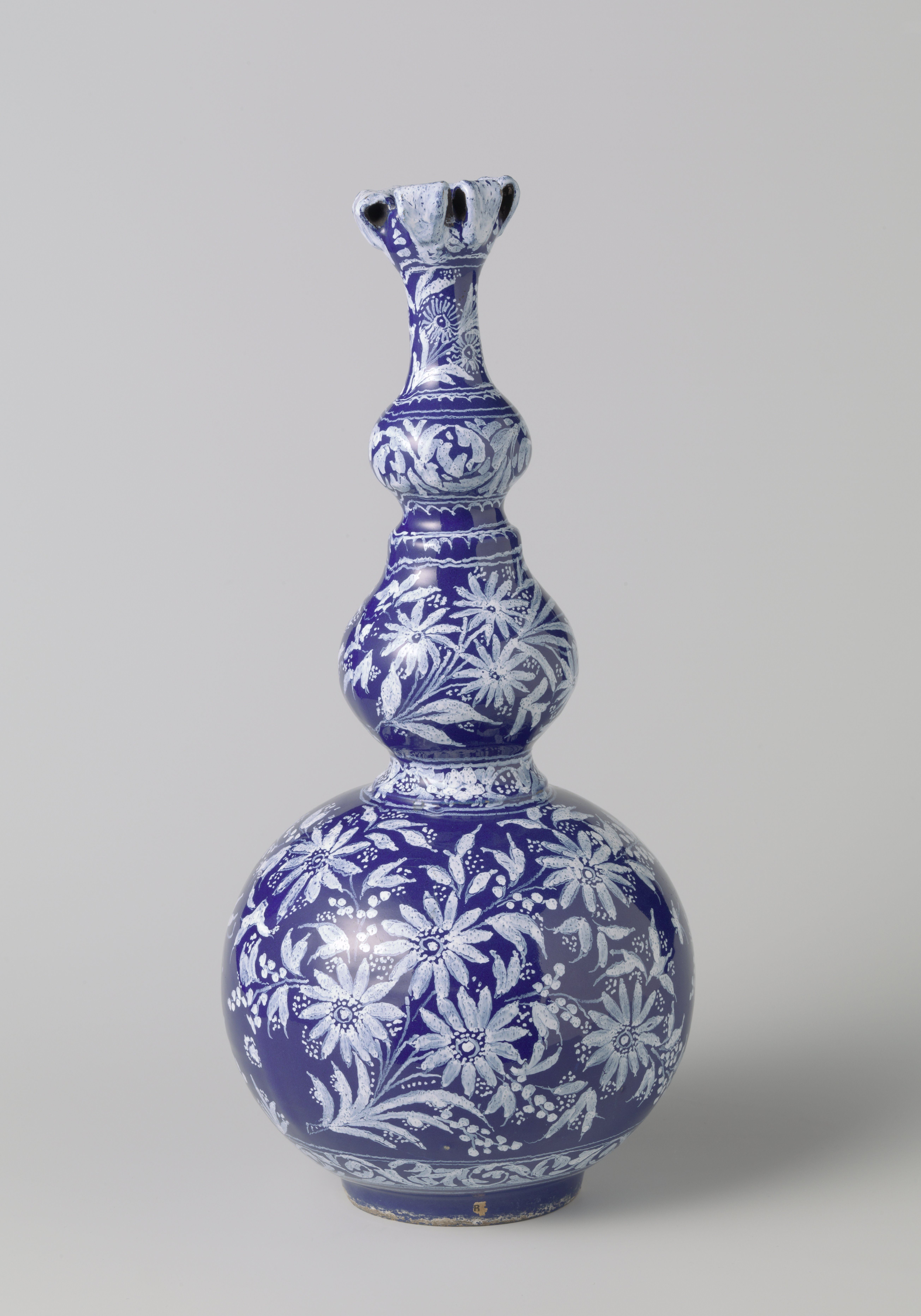
Butla w stylu bleu persan. Fajans malowany kobaltem. Nevers, ok. 1690-1720. Rijksmuseum

Produkcja niebiesko-białej ceramiki we Francji rozpoczęła się wraz z wytwarzaniem utrzymanego w chińskim stylu fajansu w manufakturze w Nevers. Produkowana pomiędzy 1650 a 1680 typowa ceramika z Nevers charakteryzowała się głębokim niebieskim tłem oraz motywami żółtymi i pomarańczowymi (używano w stosunku do niej mylącej nazwy bleu persan). Naśladowano ją zarówno w Rouen, jak w Holandii i Anglii. W roku 1664 powstała Francuska Kompania Wschodnioindyjska i francuska ceramika w coraz większym stopniu zaczęła odzwierciedlać wpływy chińskie. Od ok. 1700 wytwórnie w Normandii zaczęły produkować niebiesko-biały fajans w stylu rayonnant, charakteryzującym się niebieskimi koronkowymi brzegami podkreślanymi czerwienią, żółcią i zielenią. Podobny styl rozwinął się w manufakturze Pierre'a Clérissy w Moustiers w południowej Francji.

### Anglia

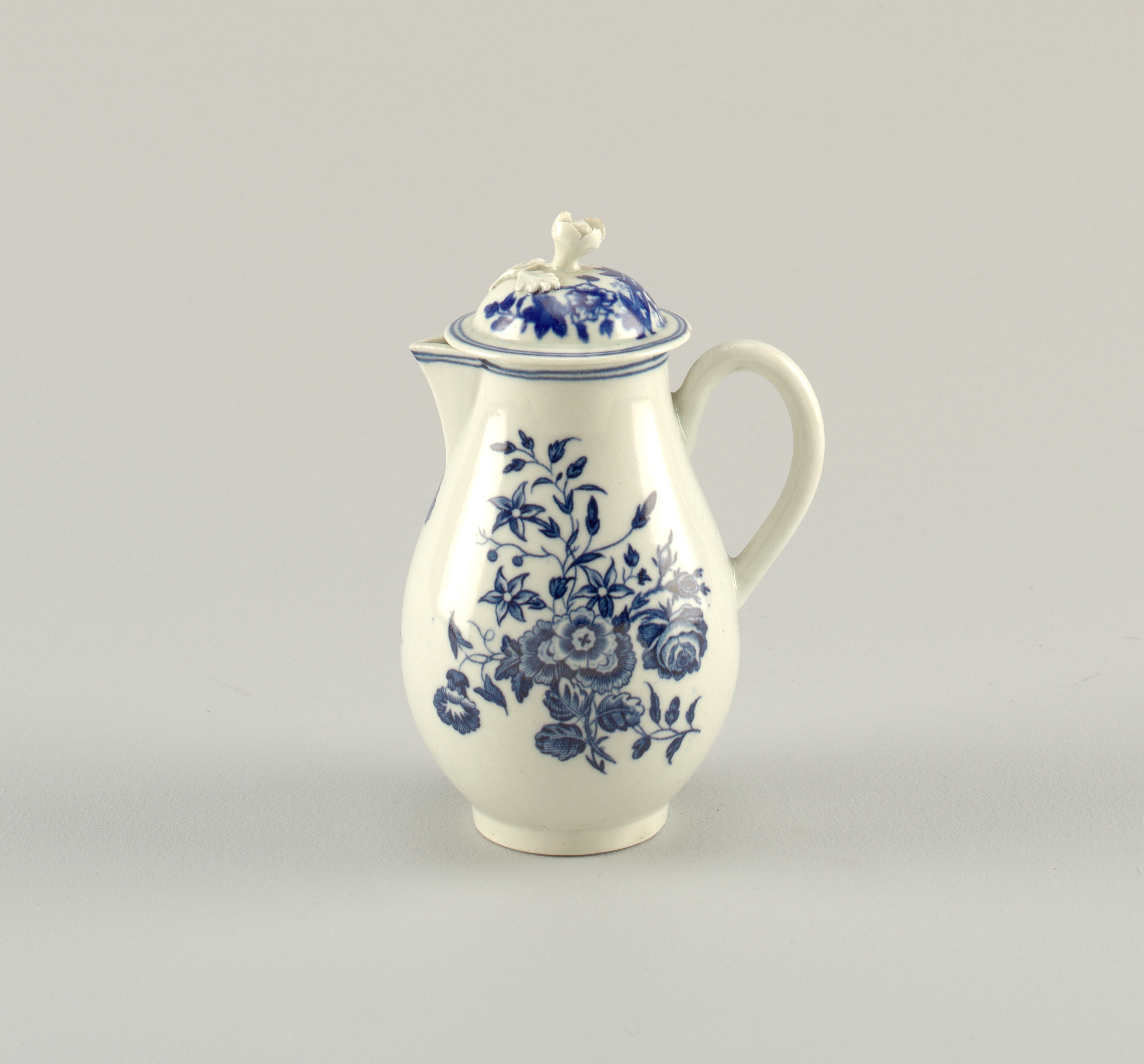
Dzbanek dekorowany za pomocą przedruku. Porcelana miękka malowana podszkliwnie. Worcester, ok. 1770. Cooper Hewitt, Smithsonian Design Museum

Niebiesko-biała porcelana była rzadkością w XVI-wiecznej Anglii. Sytuacja zaczęła się zmieniać w następnym stuleciu, ale tego rodzaju ceramika stała się naprawdę popularna dopiero po wstąpieniu na tron Wilhelma Orańskiego w 1688. Przyniósł on ze sobą holenderskie zamiłowanie do chińskiej porcelany i wkrótce jej niebiesko-biała odmiana stała się jednym z najważniejszych elementów dekoracji wnętrz. Istotną rolę w powstaniu tego nowego stylu dekoracji odegrał hugenota Daniel Marot, który pracował dla królowej Marii.
Moda na niebiesko-białą porcelanę szybko poskutkowała próbami jej imitacji przez angielskich ceramików produkujących naczynia glazurowane cyną, w szczególności w londyńskich wytwórniach Southwark i Lambeth. W osiemnastym stuleciu produkcja glazurowanych cyną naczyń była skoncentrowana w Bristolu i Liverpoolu. Ok. 1745 w Chelsea rozpoczęto produkcję miękkiej porcelany i szybko zaczęły powstawać kolejne jej wytwórnie, takie jak manufaktura w Bow, która od 1749 specjalizowała się w produkcji niebiesko-białej ceramiki dekorowanej w stylu chinoiserie. Twarda (prawdziwa) niebiesko-biała porcelana zaczęła być produkowana w znaczących ilościach dopiero wraz z powstaniem manufaktury w New Hall w 1781 (zobacz także The Potteries). W 1800 Josiah Spode Młodszy udoskonalił porcelanę kostną w Stoke-on-Trent, tak że niebiesko-białe naczynia stały się tańsze i tym samym dostępniejsze dla większej grupy ludzi.
W latach 50. XVIII wieku w Worcester i innych wytwórniach zaczęto stosować technikę przedruku, pozwalającą na przenoszenie wzoru z miedziorytu, z którego robiono papierową odbitkę, na powierzchnię ceramicznego obiektu. Od ok. 1780 w ten sposób masowo przenoszono na naczynia tzw. „wzór willow”, który używany jest do dzisiaj. Nie ma on chińskiego prototypu ani w dekoracji, ani w treści, i jest pomysłem czysto europejskim. Na początku XIX stulecia pojawiły się produkowane w technologii przedruku niebiesko-białe naczynia nazywane „Flow blue”. Wypalane w atmosferze zawierającej lotne chlorki posiadały one delikatną powierzchnię będącą rezultatem rozproszenia się pigmentu na glazurze.
Wspomniane powyżej nowe technologie wiązały się z rozpoczęciem przemysłowej produkcji ceramiki, w tym również jej niebiesko-białej odmiany. Wraz z masową produkcją, która na dobre rozpoczęła się w XIX wieku, jednocześnie zginęło jednak tradycyjne rzemiosło oraz zatracił się indywidualny charakter poszczególnych naczyń, które miały odtąd znikomą wartość artystyczną.